# Palacio Pávlovsk
El palacio de Pávlovsk fue una de las principales residencias de la familia imperial de Rusia, hoy convertida en un museo estatal. Situada en la ciudad homónima de Pávlovsk, a la orilla del río Slavianka, se sitúa a escasos tres kilómetros del conjunto de palacios de Tsárskoye Seló. Los palacios y parques de la ciudad de Pávlosk y su centro histórico forman parte, con el código 540-007, del lugar Patrimonio de la Humanidad llamado «Centro histórico de San Petersburgo y conjuntos monumentales anexos».
Iniciado el año 1777 por el zarévich y después zar Pablo I de Rusia como una residencia campestre cerca de la fastuosa residencia de su madre la zarina Catalina II de Rusia en Tsárskoye Seló. El palacio se vio influido por la visita que Pablo I de Rusia y la princesa Sofía Dorotea de Wurtemberg realizaron a Europa visitando Francia, Italia y Austria. Especialmente influyeron en el castillo los recuerdos que los jóvenes príncipes rusos tenían de su estancia en París, donde habían sido recibidos por el rey Luis XVI y la reina María Antonieta.
Tras la muerte del zar Pablo I de Rusia el palacio pasó a manos del gran duque y después zar Nicolás I de Rusia, que en su momento lo dejó a su segundo hijo, el gran duque Constantino de Rusia. El palacio quedó en manos de la rama Konstantínovich de los Románov hasta que fue expropiado por el gobierno bolchevique en 1917.

## Historia de Pávlovsk

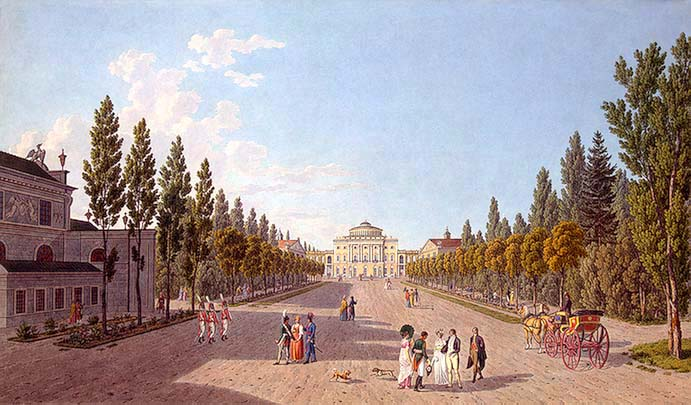
Llegada al palacio Pavlovsk (1808)

El palacio de Pávlovsk fue construido para el futuro zar del Imperio ruso Pablo I, hijo de Catalina la Grande y Pedro III de Rusia.
El palacio está localizado en Pávlovsk, ciudad que fue construida alrededor del palacio y situada al sureste de San Petersburgo, cerca de Tsárskoye Seló. La dimensión original de los terrenos era de alrededor de 1500 acres y fue un regalo de Catalina II a su hijo Pablo por el nacimiento de su primer hijo, el futuro zar Alejandro I de Rusia en 1777.
Los trabajos del palacio comenzaron en 1781 bajo dirección del famosos arquitecto escocés Charles Cameron. Siendo uno de los arquitectos preferidos de Catalina, no gustaba a Pablo y su esposa Sofía Dorotea de Wurtemberg. Pablo detestaba a su madre y tenía una aversión habitual a sus favoritos. Después de la salida de Cameron muchos otros arquitectos trabajaron en Pávlovsk, incluyendo a Voronijin, Brenna y Rossi.
El Palacio de Pávlovsk tiene una mirada y una sensación duales, que refleja la diversos gustos de sus poseedores Pablo y María. La mano de Pablo se puede considerar en adornos militares a través de muchos de los cuartos de estado, mientras que en otras partes del palacio uno puede ver el exquisito y refinado gusto de la gran duquesa María.
Después del asesinato de Pablo en 1801, Pávlovsk se convirtió en la residencia principal de su viuda. Después de su muerte en 1828 el palacio pasó a su hijo, el gran duque Miguel Pávlovich.
Miguel Pávlovich legó el palacio a su sobrino el gran duque Constantino Nikoláievich. Durante este período el edificio principal del palacio fue reconocido por la familia Románov como herencia artística e histórica única y preservado como museo virtual. Muy pocos cambios fueron realizados a la decoración y continuó teniendo la mirada y la sensación de inicios del siglo XIX.
Después de la Revolución de 1917 el palacio pasó por épocas difíciles que implicaban muchas amenazas a su misma supervivencia. Durante la Segunda Guerra Mundial el palacio fue dañado y saqueado gravemente. Fue restaurado después de la Guerra y abierto al público como museo.

## Características del palacio
El palacio tiene forma de semicírculo y está plenamente integrado en un enorme parque de estilo inglés que contribuye a constituir la sencilla estructura del palacio en un edificio majestuoso. El palacio se sitúa encima de un cerro que hace que reciba los primeros rayos de sol del día, contribuyendo a dar un aire señorial al castillo.
Entre los que contribuyeron a la construcción y decoración del palacio de Pávlovsk se encuentran los arquitectos Charles Cameron, Vincenzo Brenna, Giacomo Quarenghi, Andréi Voronijin y Carlo Rossi. En el palacio hay obras de los escultores Iván Prokófiev, Iván Martos, Mijaíl Kozlovski, Fiódor Gordéiev y Vasili Demut-Malinovski. También hay obras de los pintores Giovanni Scotti, Andréi Martýnov y Johann Mettenleiter.
Entre las habitaciones interiores más destacadas está el vestíbulo egipcio, la sala griega y la sala italiana.

Exteriores del palacio Pavlovsk
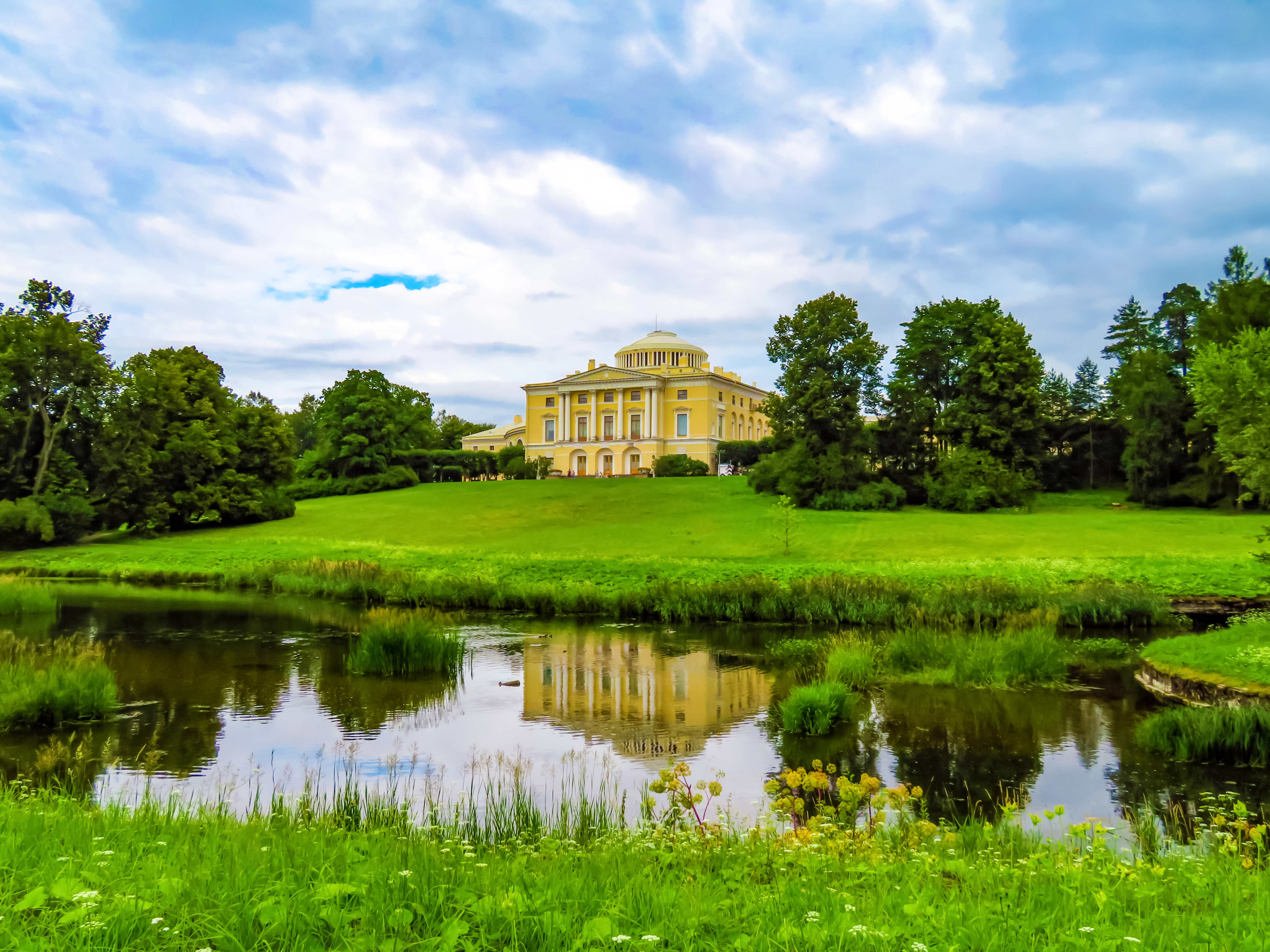
Fachada occidental del palacio
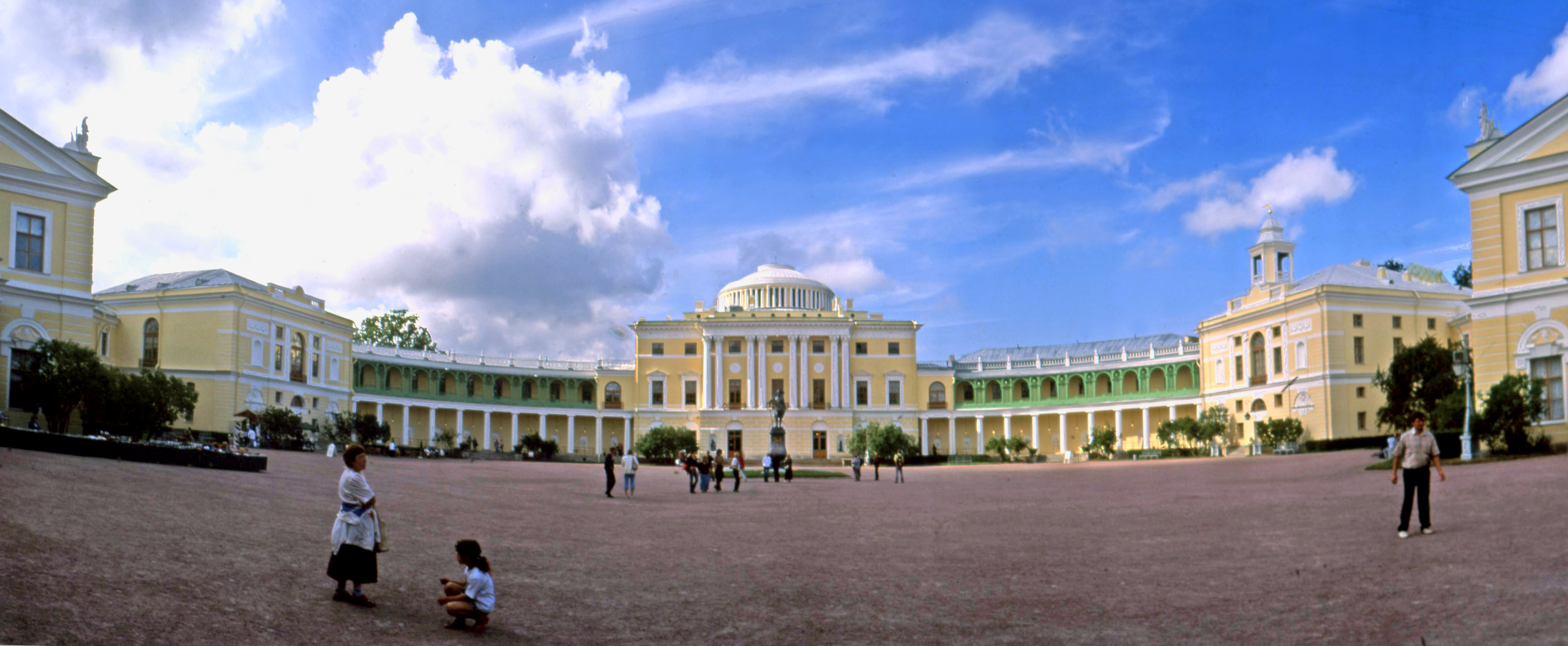
Patio del palacio
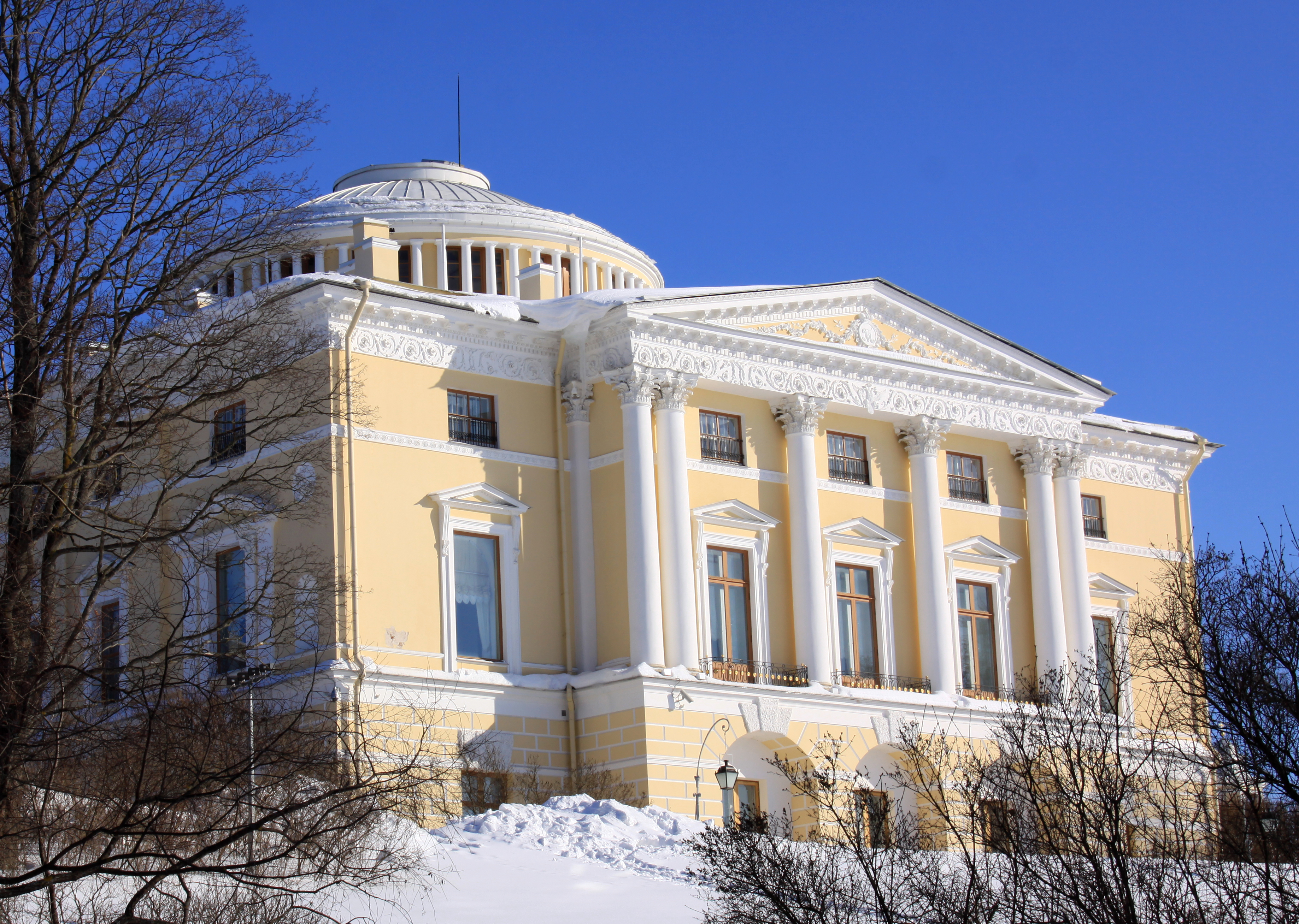
Palacio Pavlovsk
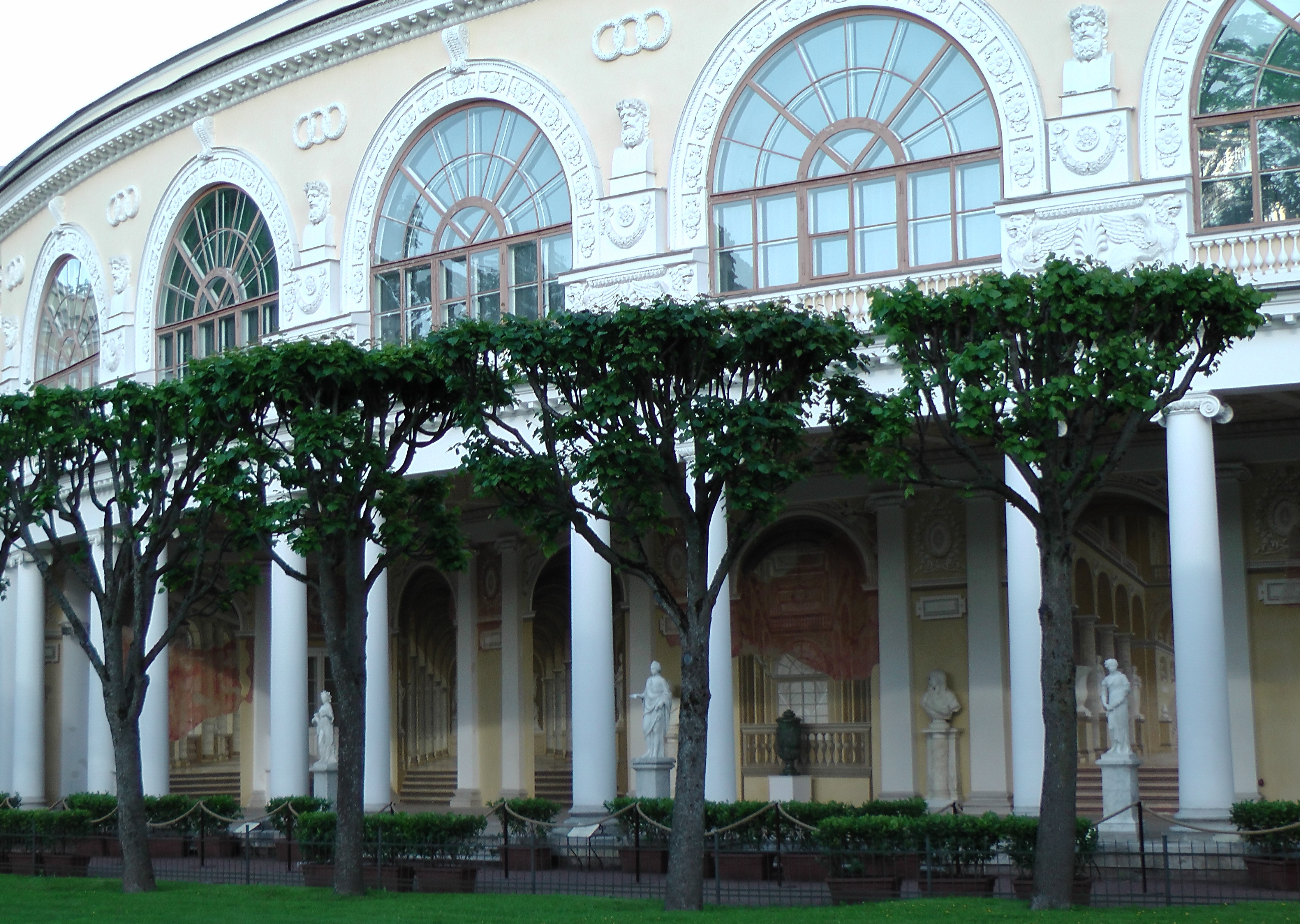
Galería Gonzago
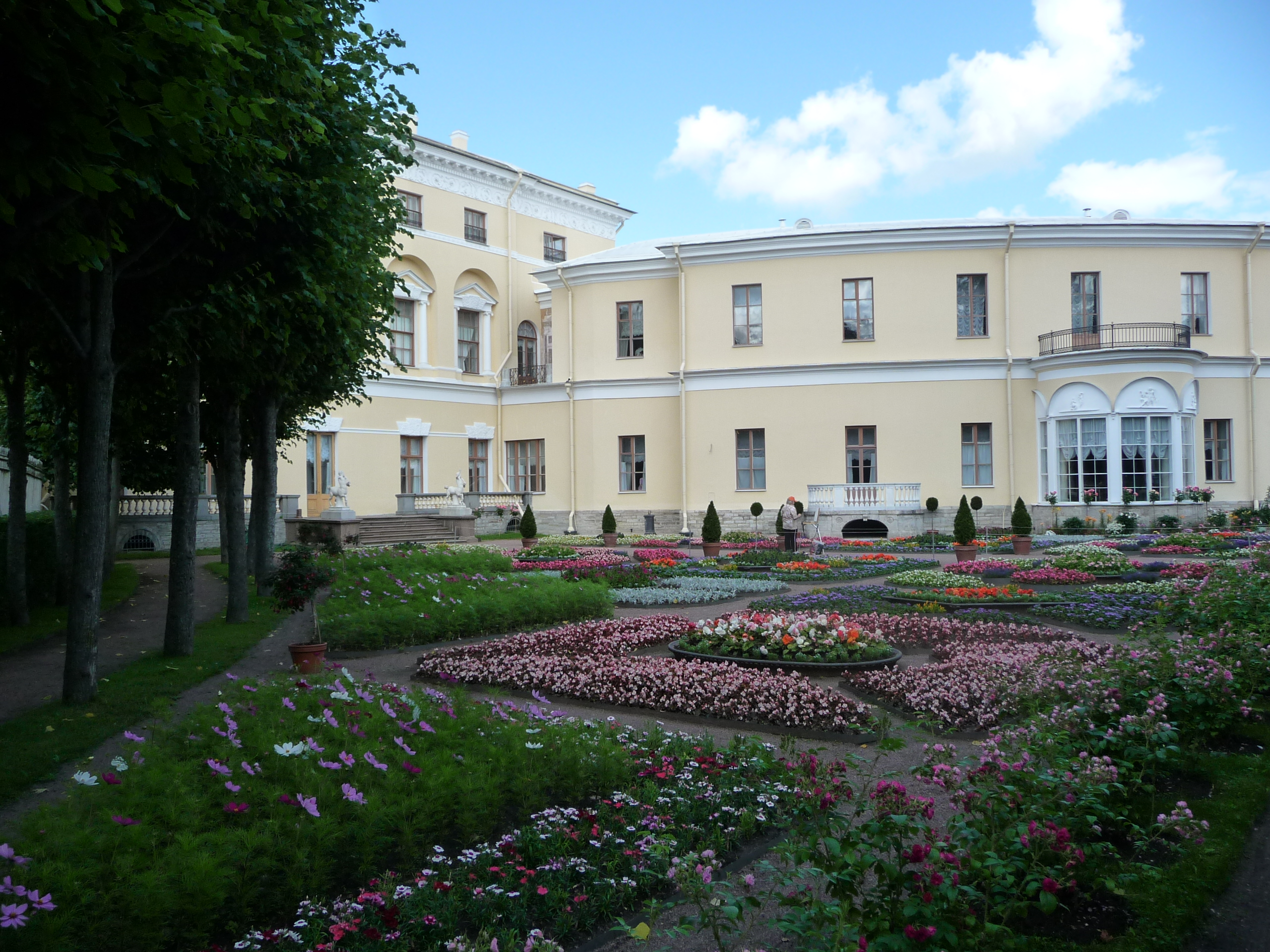
El jardín privado de Maria Feodorovna

### Puerta del Palacio
Amplia y maciza, la severa puerta de orden dórico de la entrada fue fabricada en hierro fundido y después pintado. Fue realizada para impresionar y es un diseño de Brenna fechado en 1802, un año después de la muerte de Pablo.
Pese al fallecimiento de Pablo, que pudo haber estado implicado en su diseño, la puerta se erigió. El intento de Pablo fue, claramente, impresionar a sus visitantes con su actitud y fuerza de voluntad militares. Sobre la puerta se encuentra ubicado el emblema imperial de Rusia, el águila imperial bicéfala, a la que actualmente le faltan las coronas.

### Templo de Apolo
La estatua del Apolo Belvedere, que forma la pieza central de la columnata, fue considerada el ápice del arte clásico por los conocedores del siglo XVIII y copiada extensamente. En 1817, una terrible inundación del río Slavianka minó los pilares de la columnata y una sección cayó del terraplén alto para crear la ruina pintoresca que se ve hoy.

### Parte posterior
El diseño del bloque central del palacio, con sus líneas austeras y bóveda baja, es el trabajo de Charles Cameron.
El arquitecto empleó el uso de capiteles corintios, finos frisos y quebradizos tallados de estuco en el bloque central del palacio. Estos adornos y el uso de una delicada columnata alrededor de la bóveda son inspiraciones helenísticas y romanas. Cameron impresionó y gustó tanto a la emperatriz Catalina la Grande que a partir de entonces la misma emperatriz utilizaría sus servicios a menudo, especialmente en sus aposentos privados en Tsárskoye Seló.

Interiores del palacio Pavlovsk
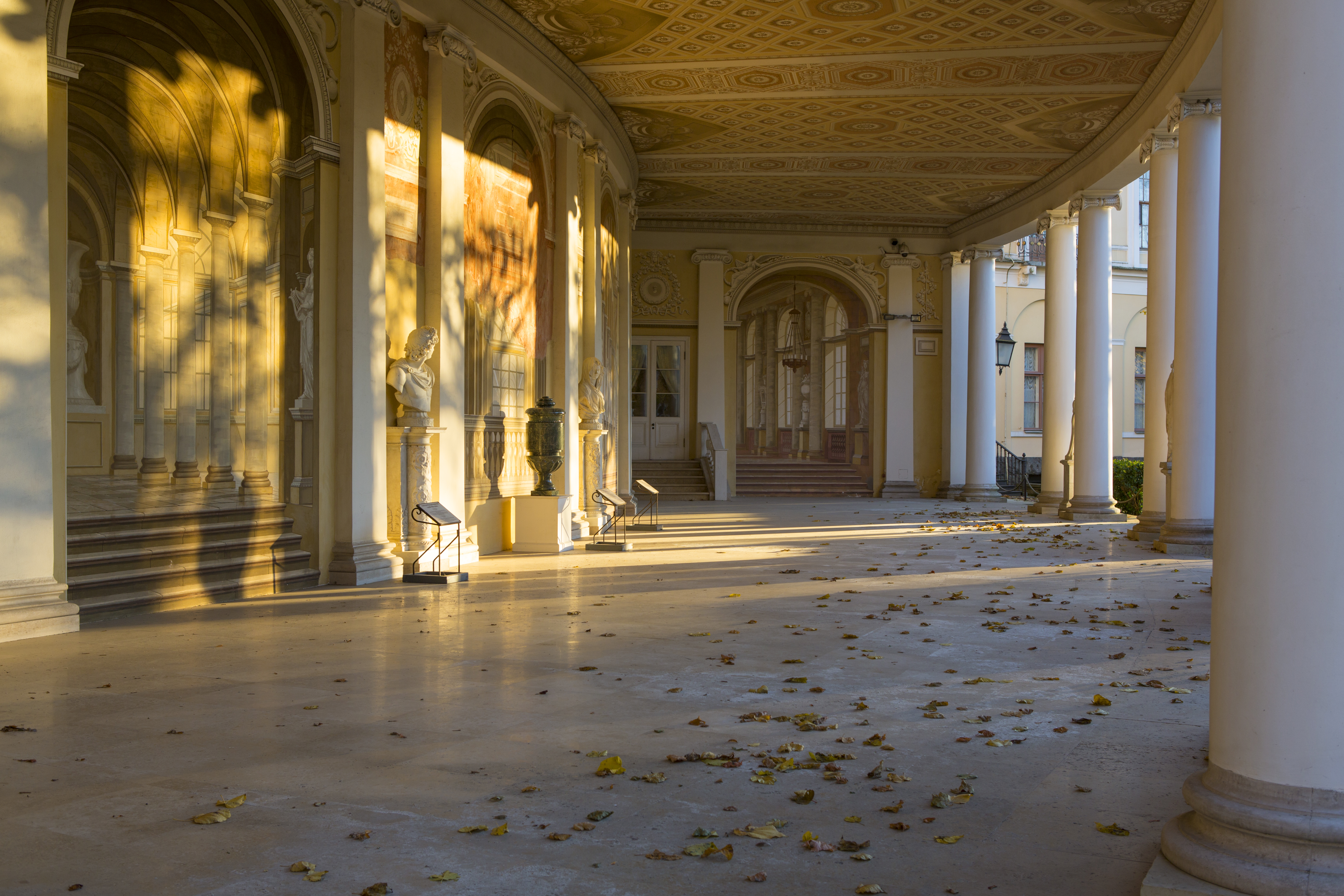
Galería Gonzago
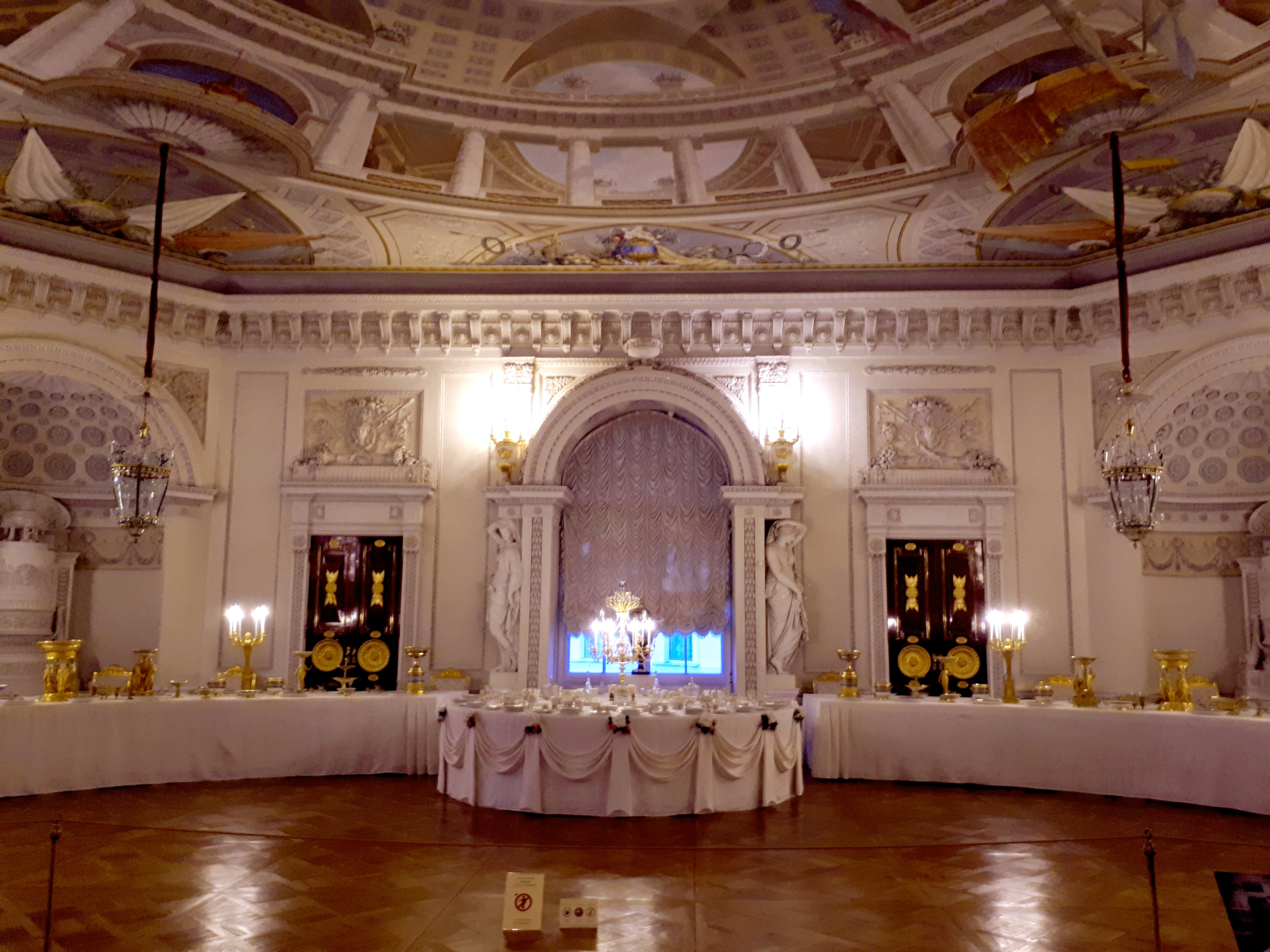
Salón  del trono
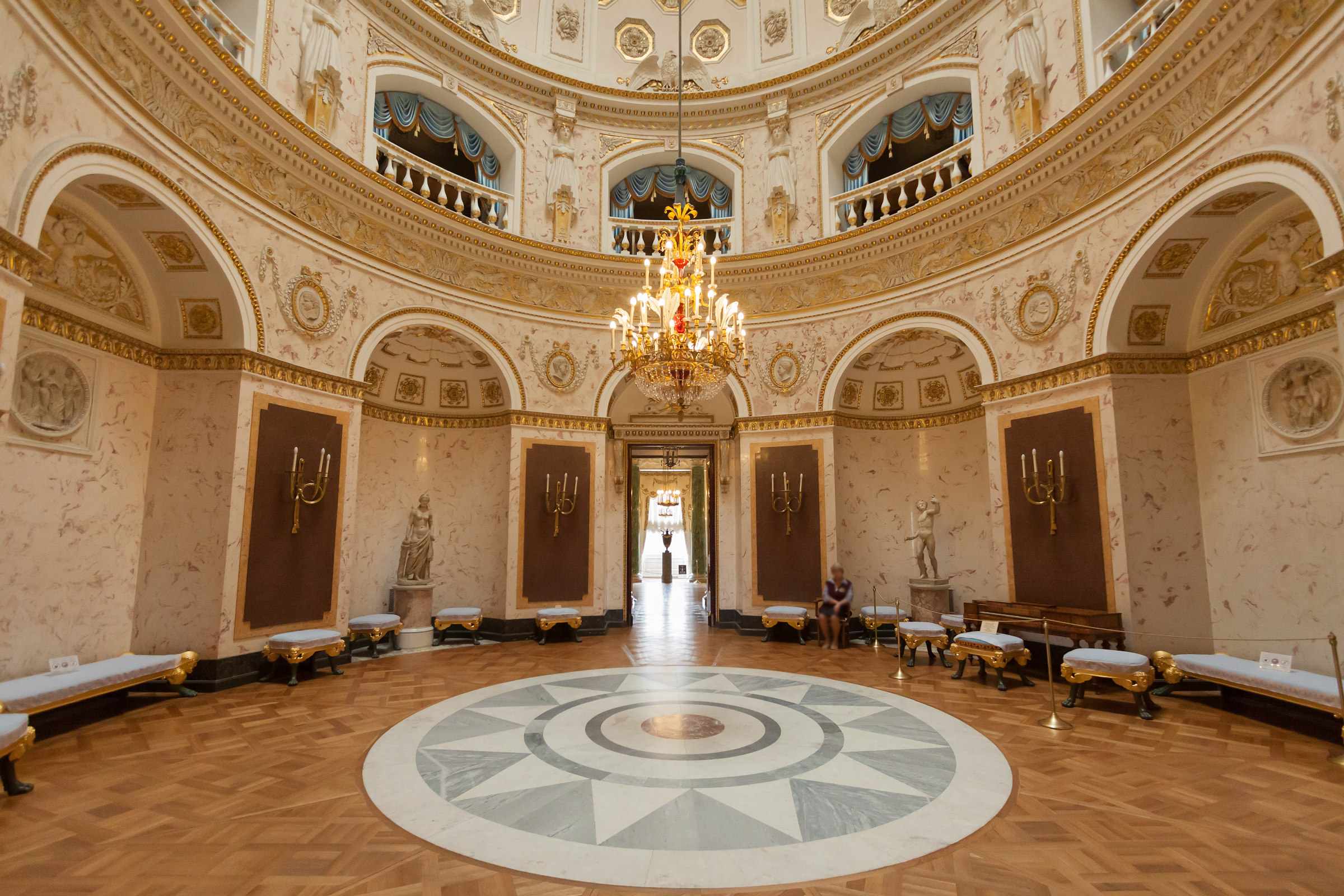
Salón italiano
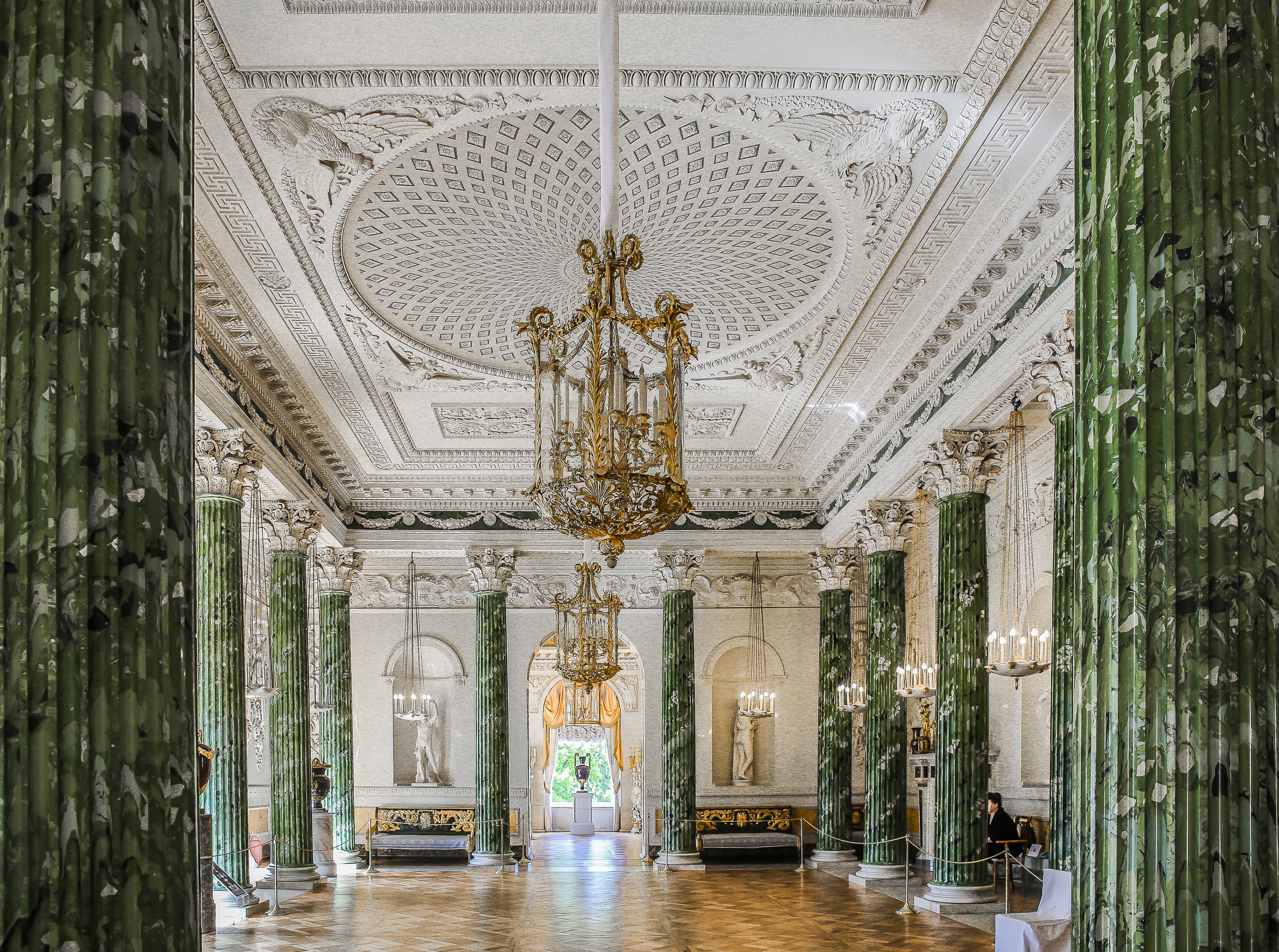
Salón griego (sala verde)
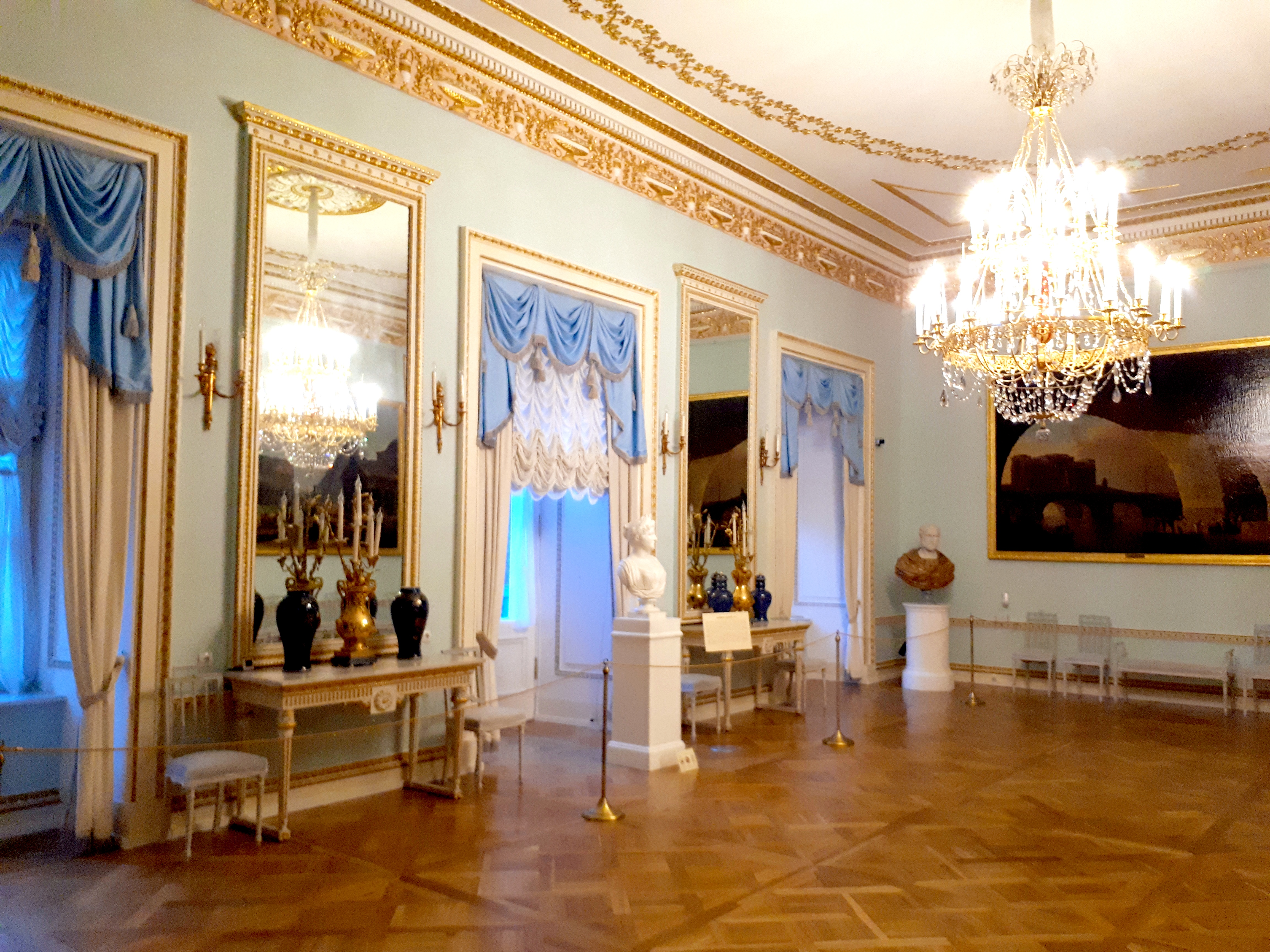
Salón de Baile
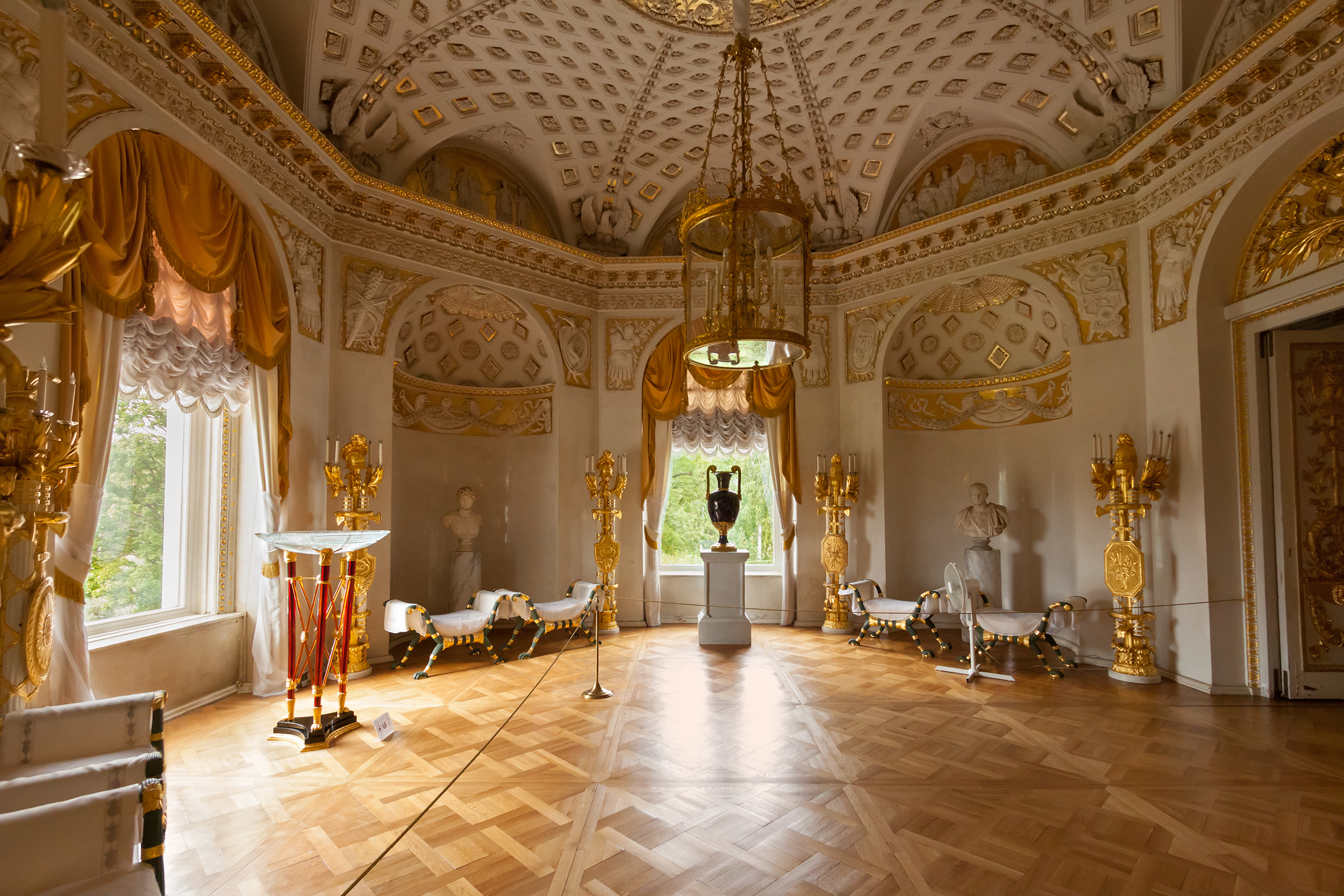
Salón de la Guerra
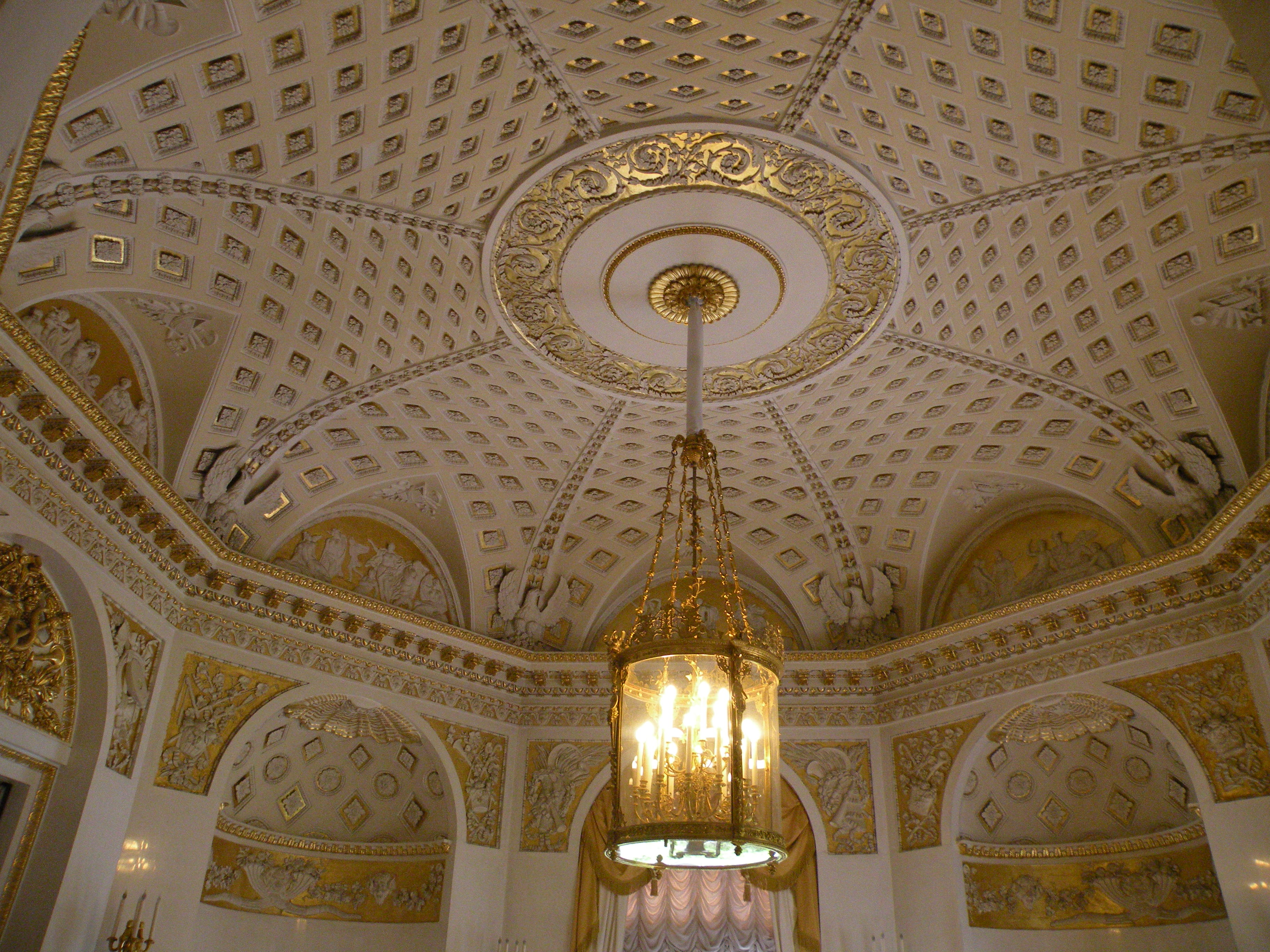
Salón de la Paz
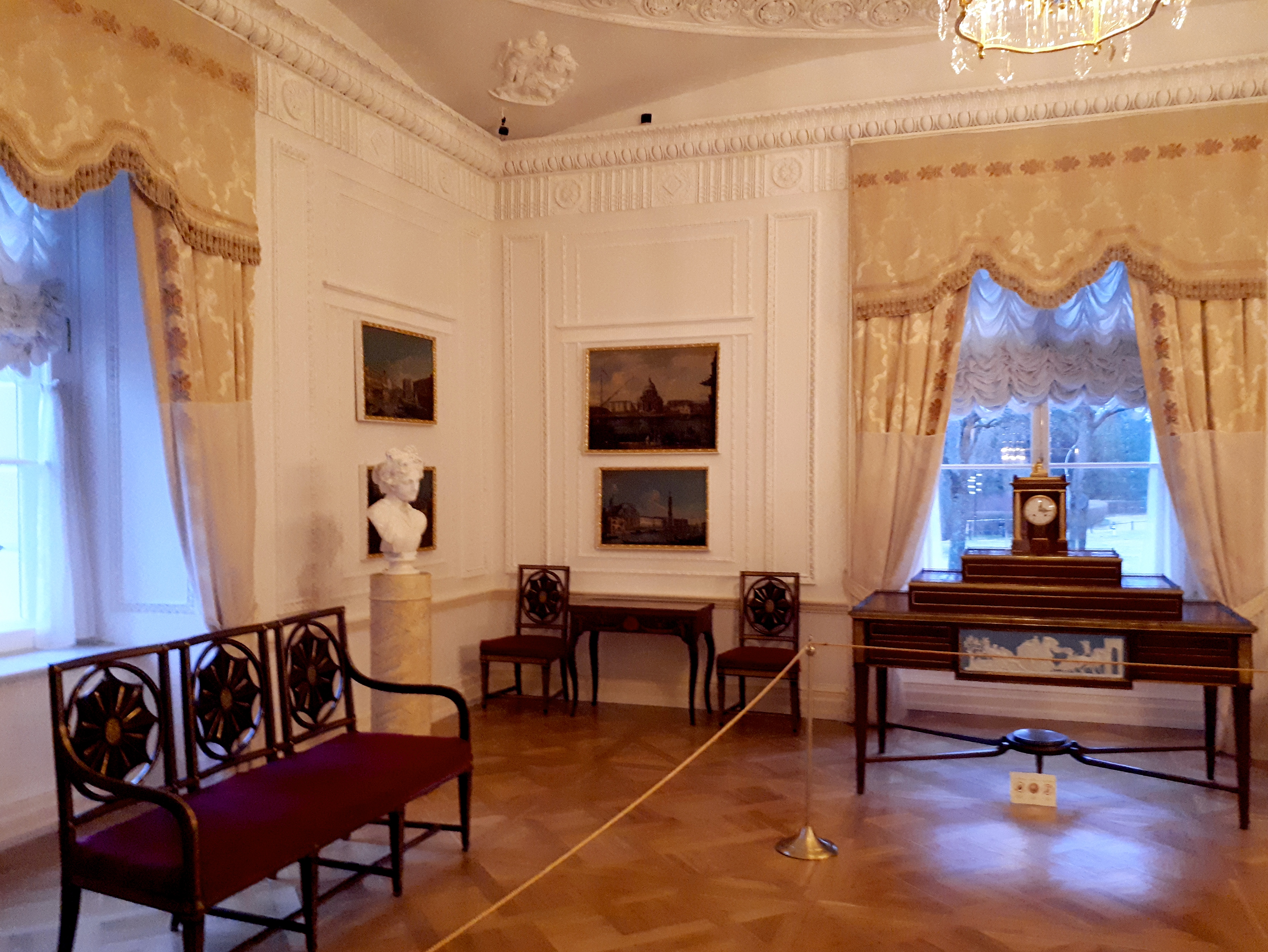
Sala de billar
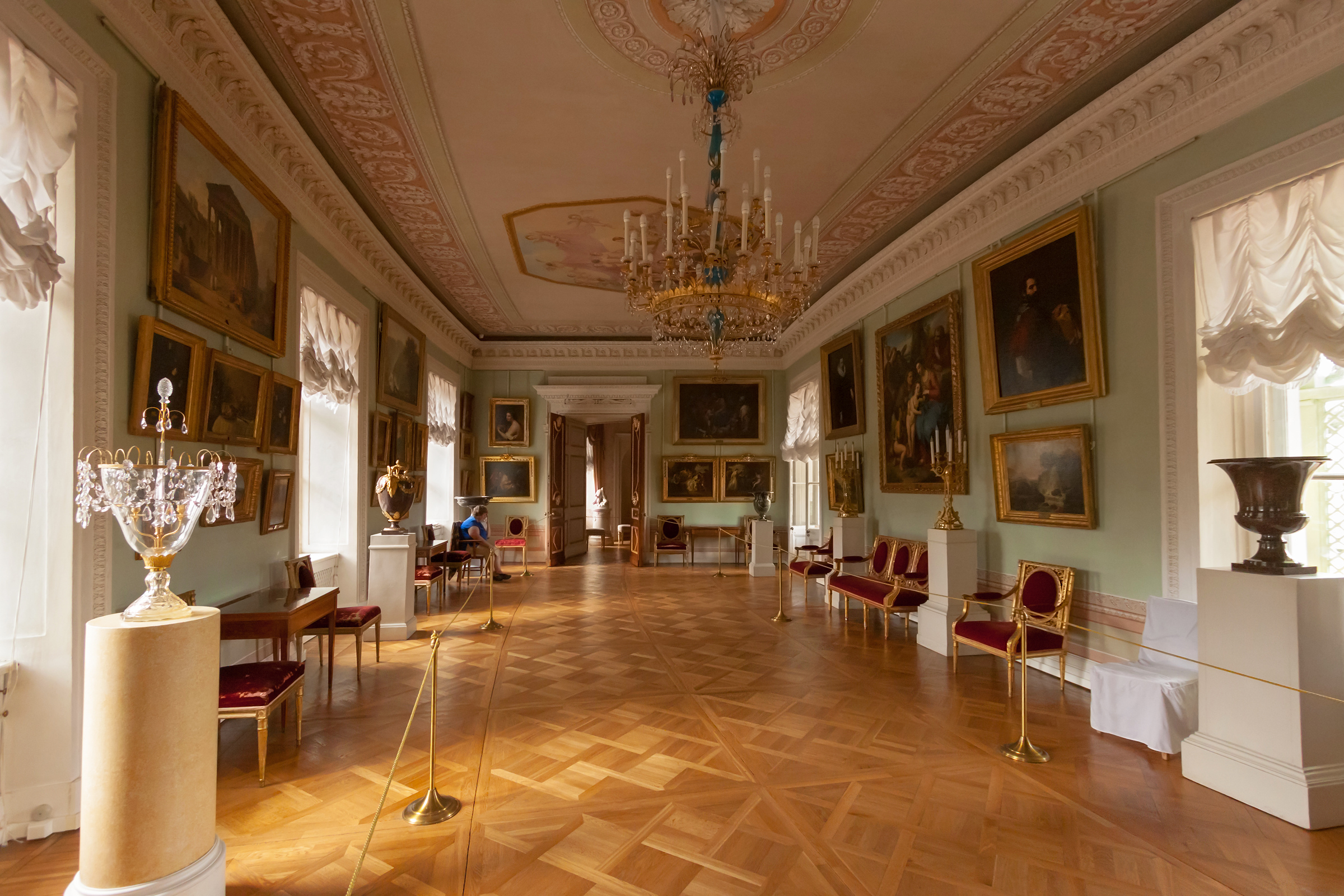
Galería de arte
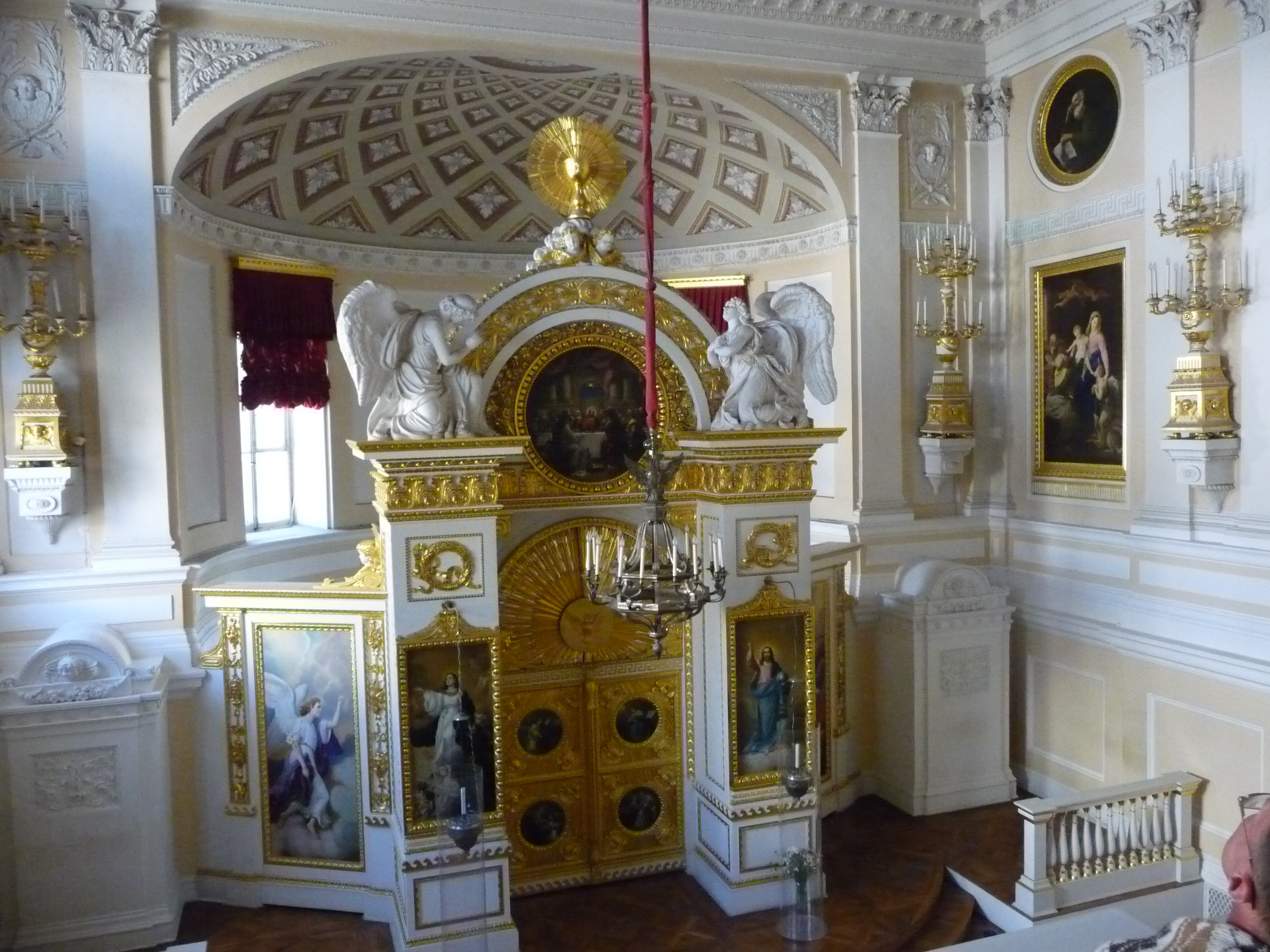
Capilla del palacio
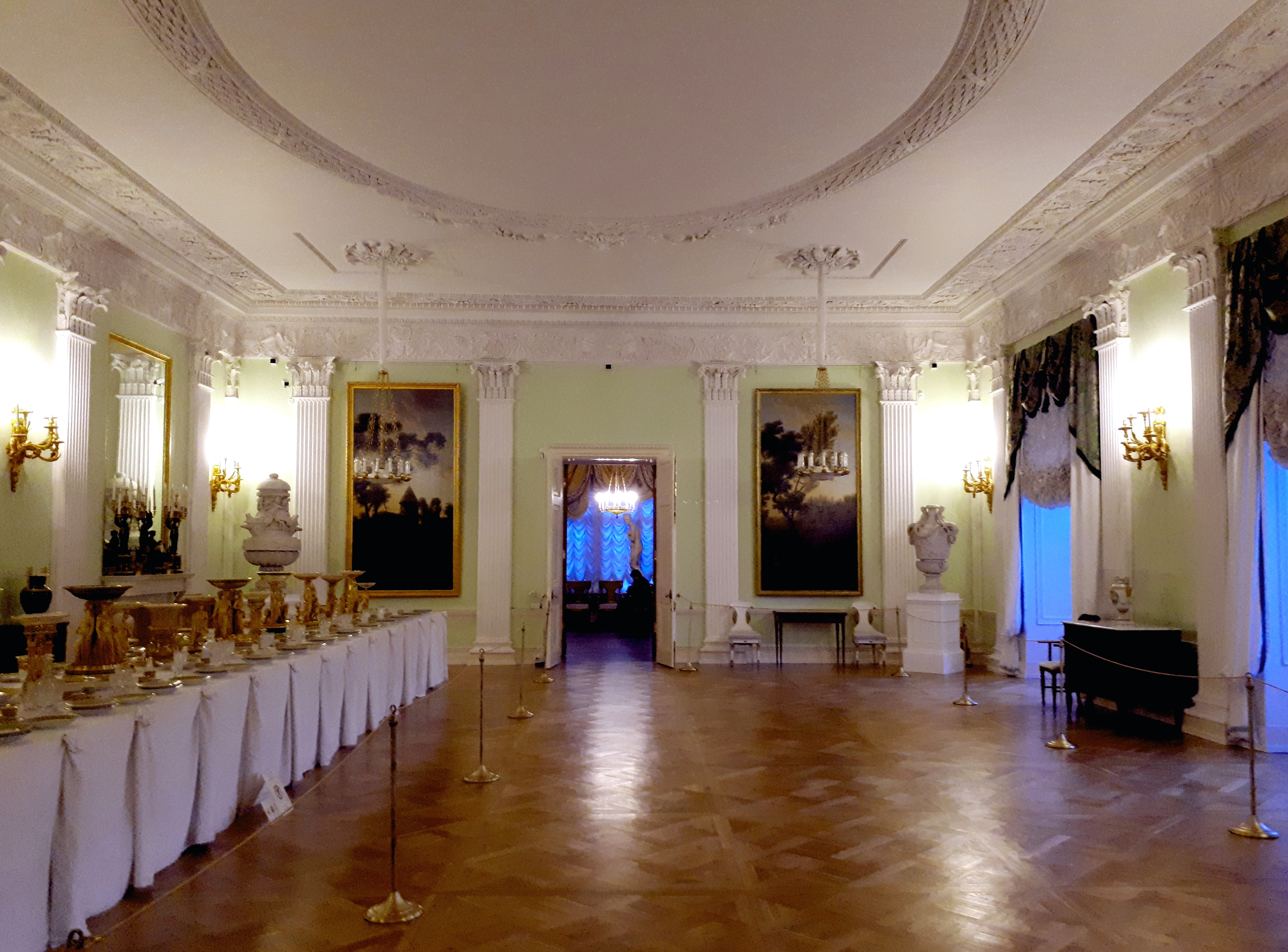
Comedor del palacio
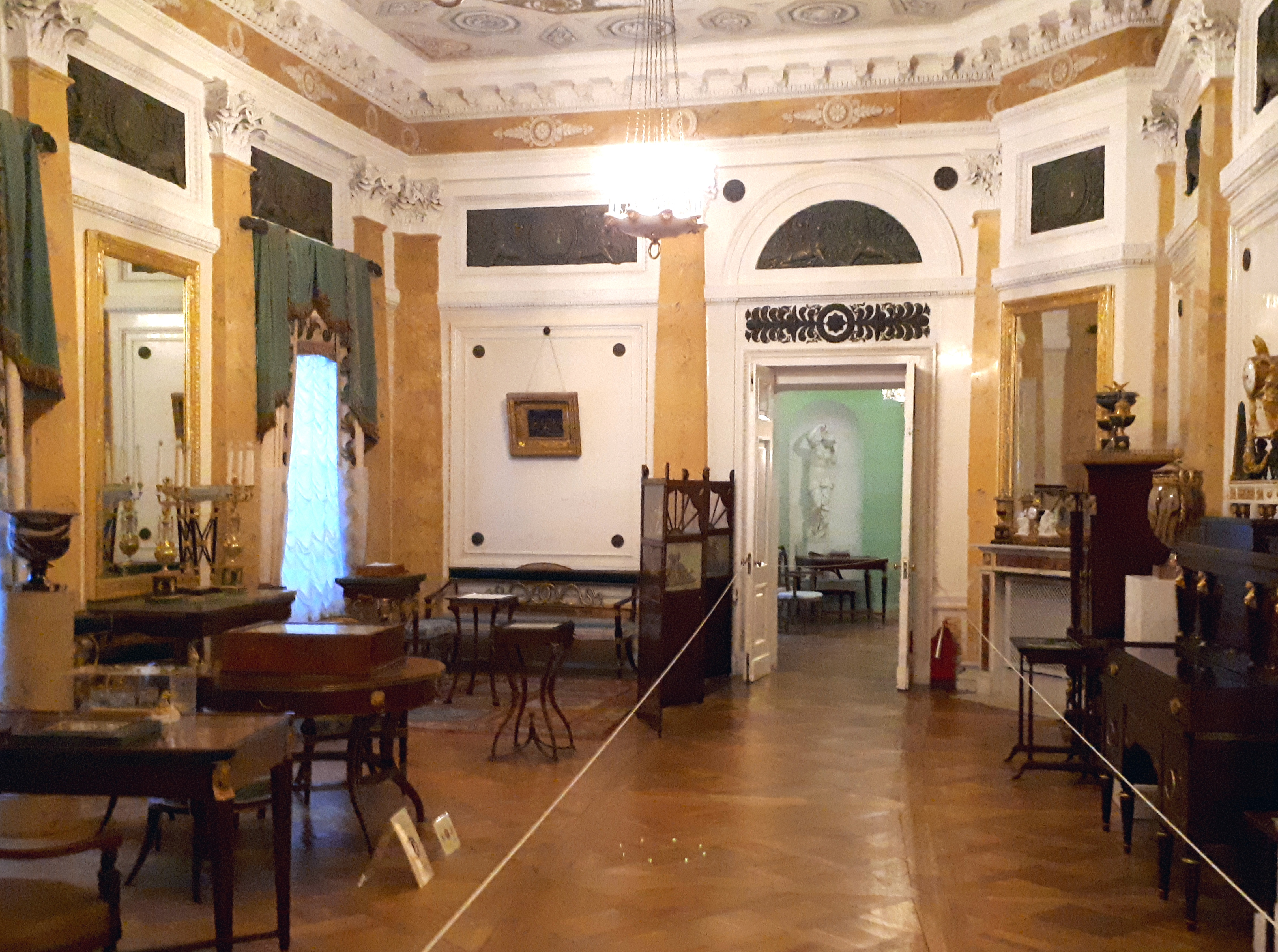
Gabinete de pilastra
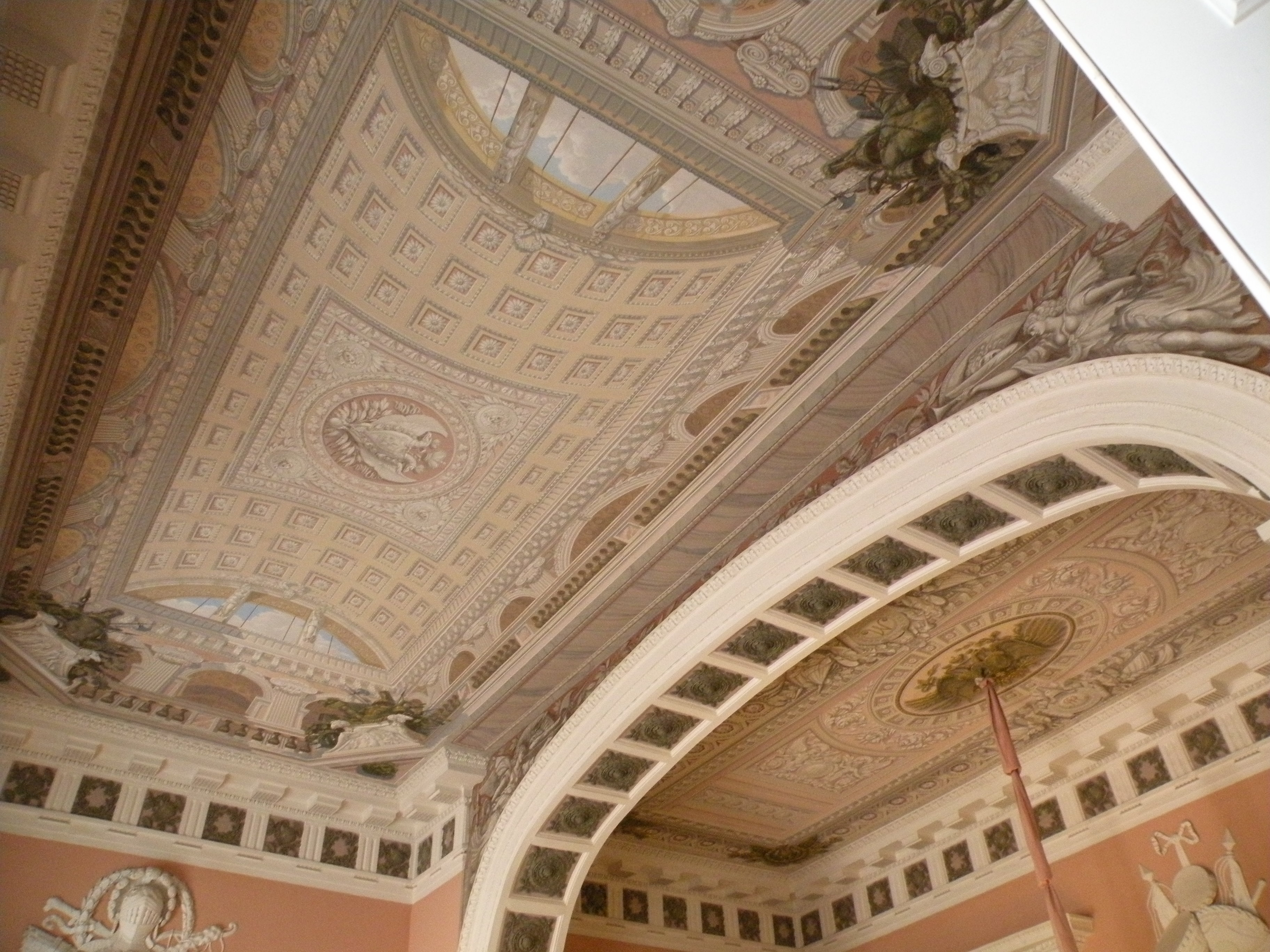
Pintura del techo del gran vestíbulo de entrada
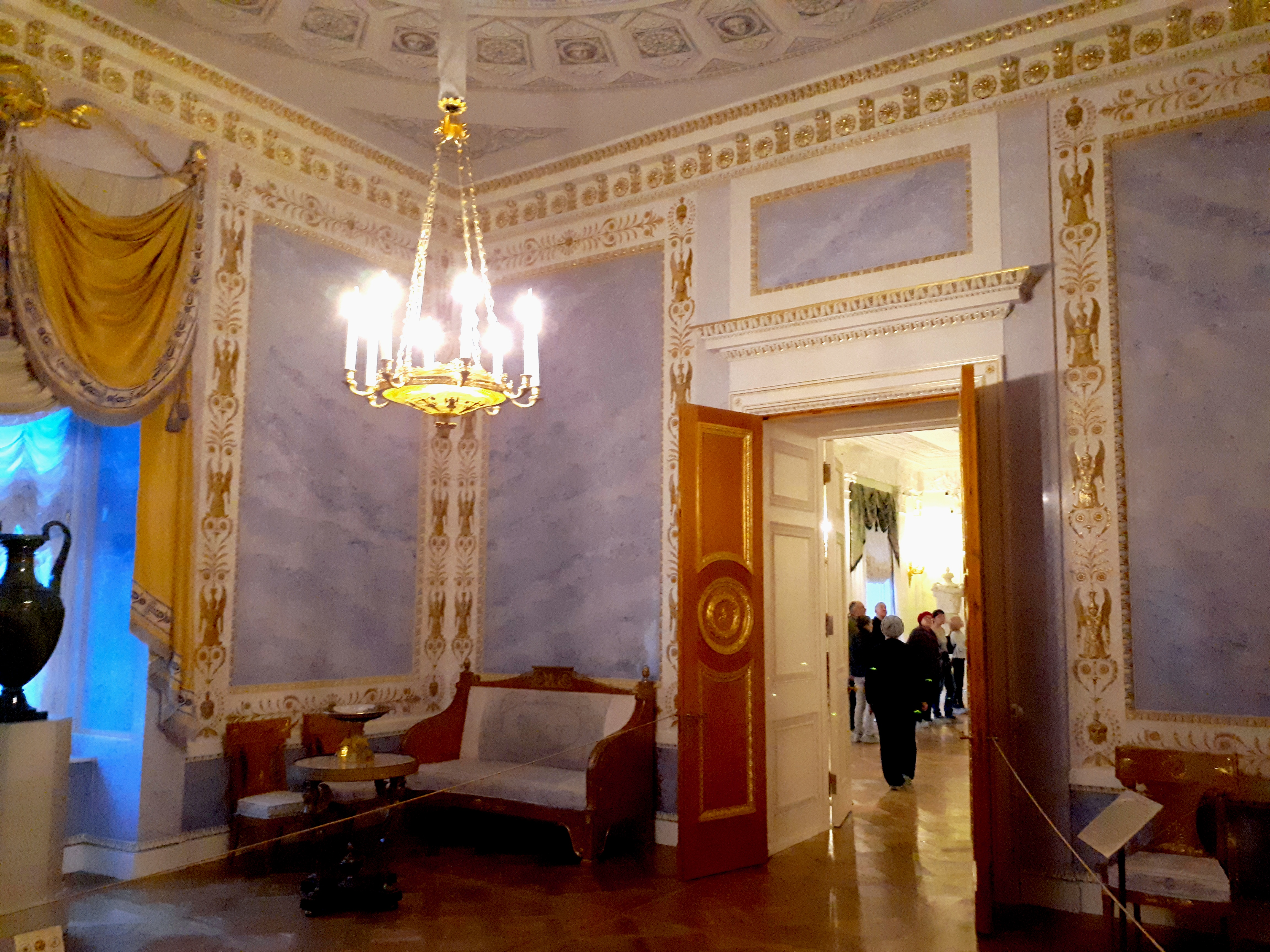
Salón de esquina
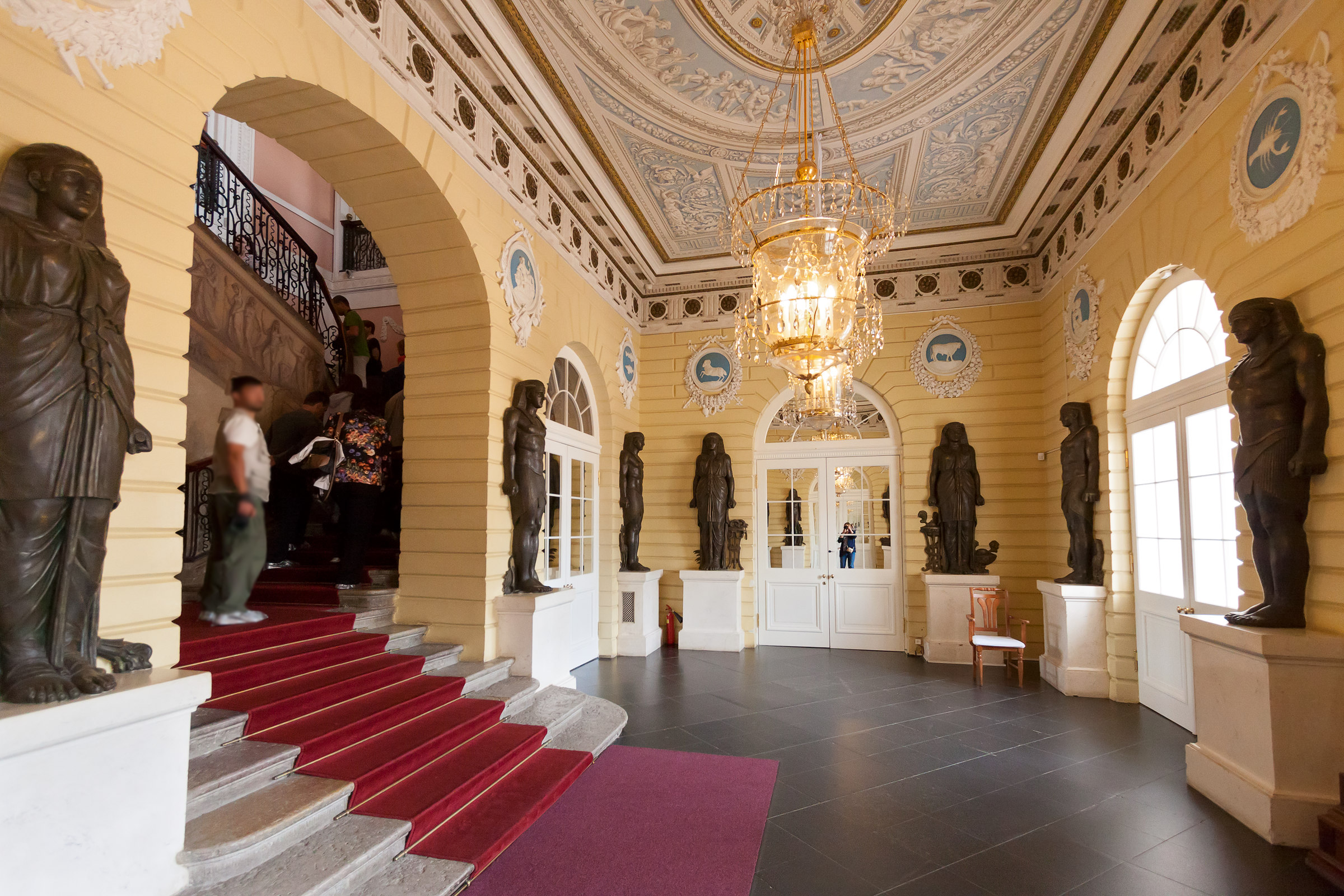
Lobby egipcio
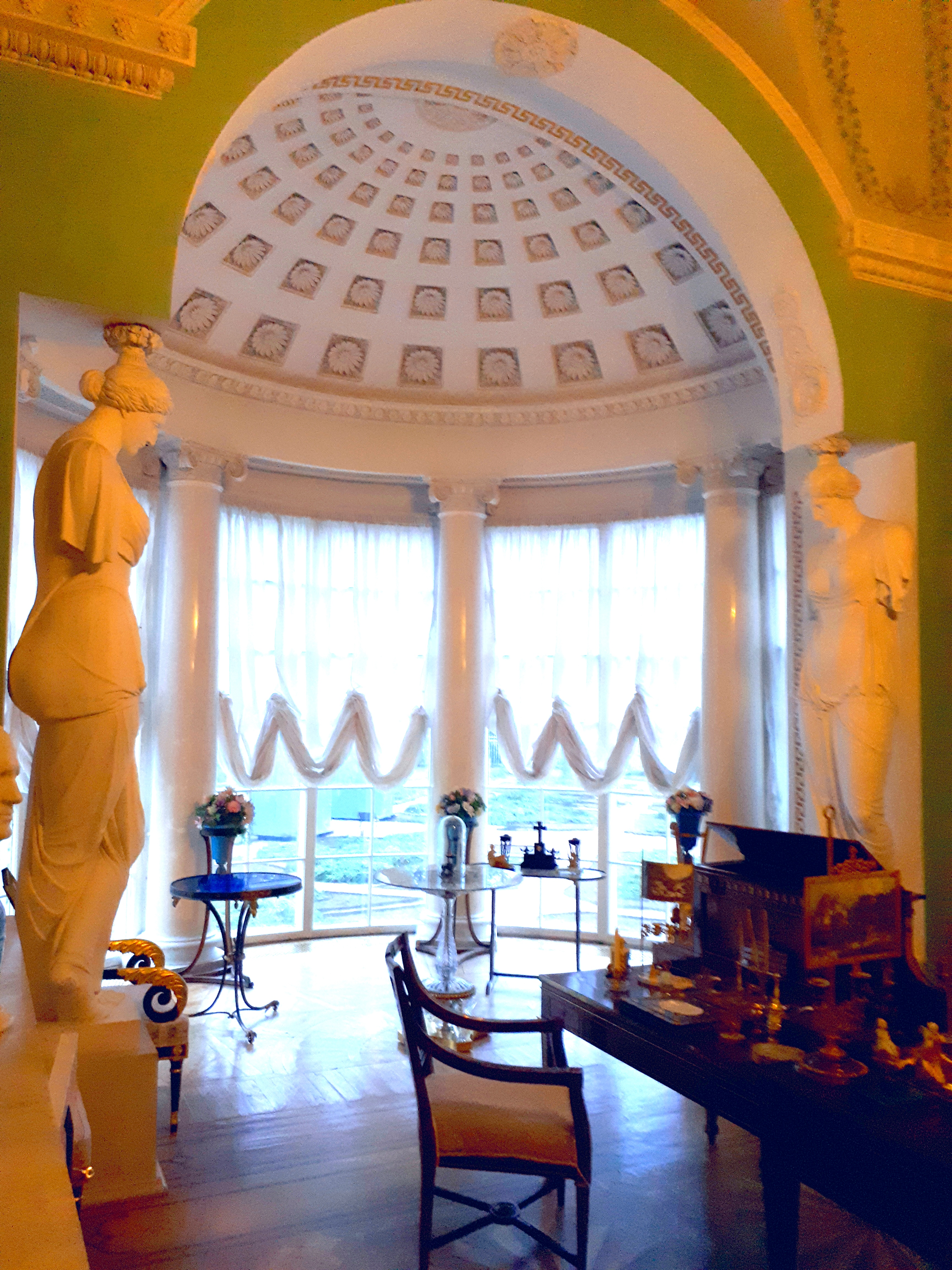
Linterna de gabinete
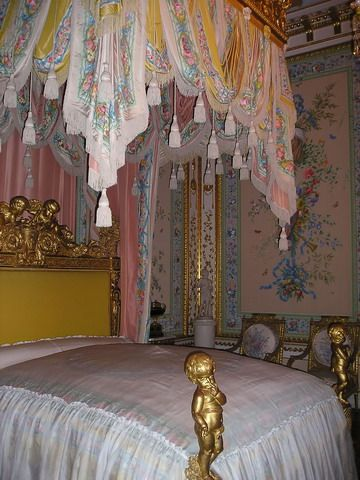
Dormitorio de estado del palacio
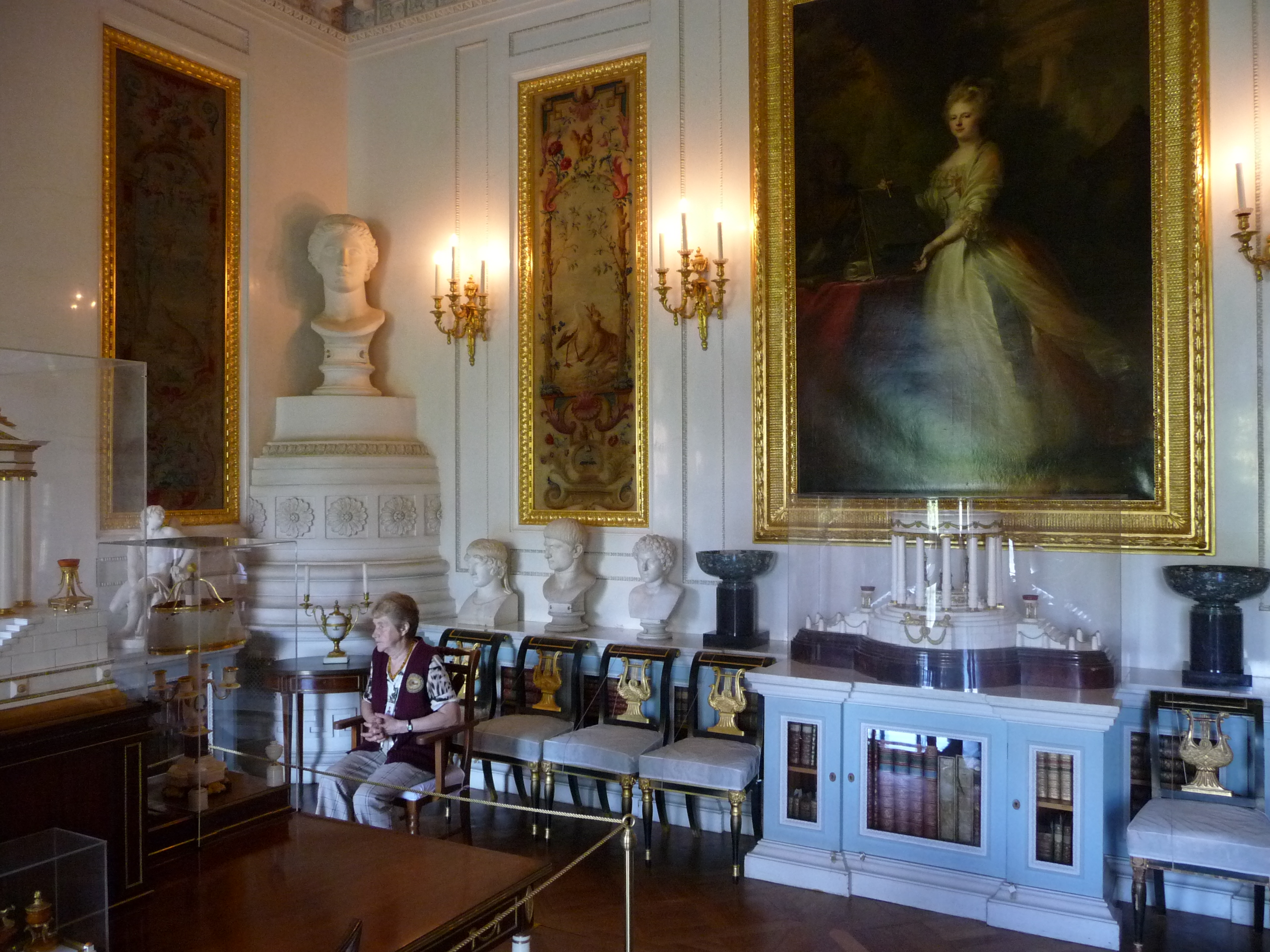
La biblioteca de Pablo I
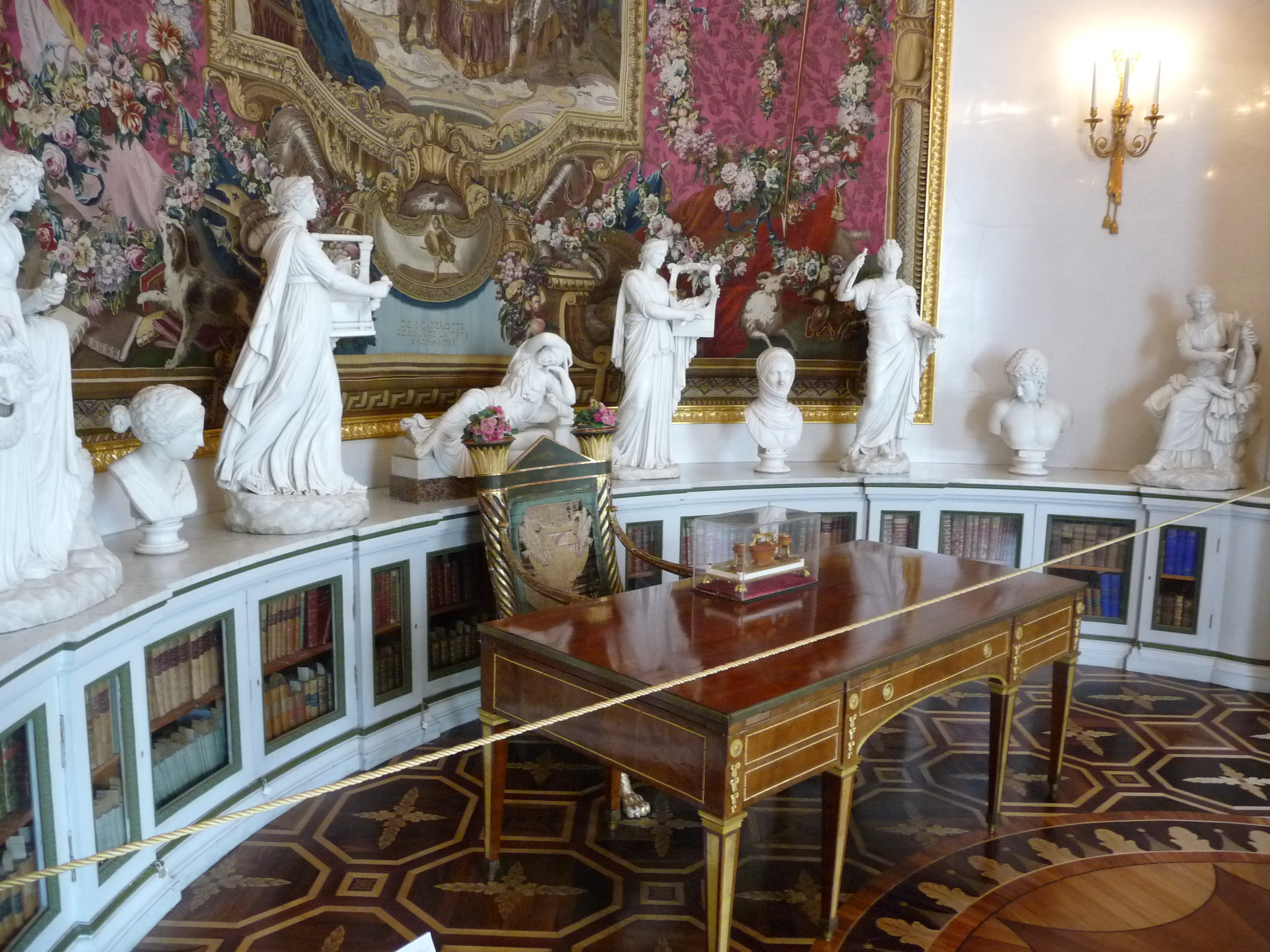
El gabinete de Maria Feodorovna
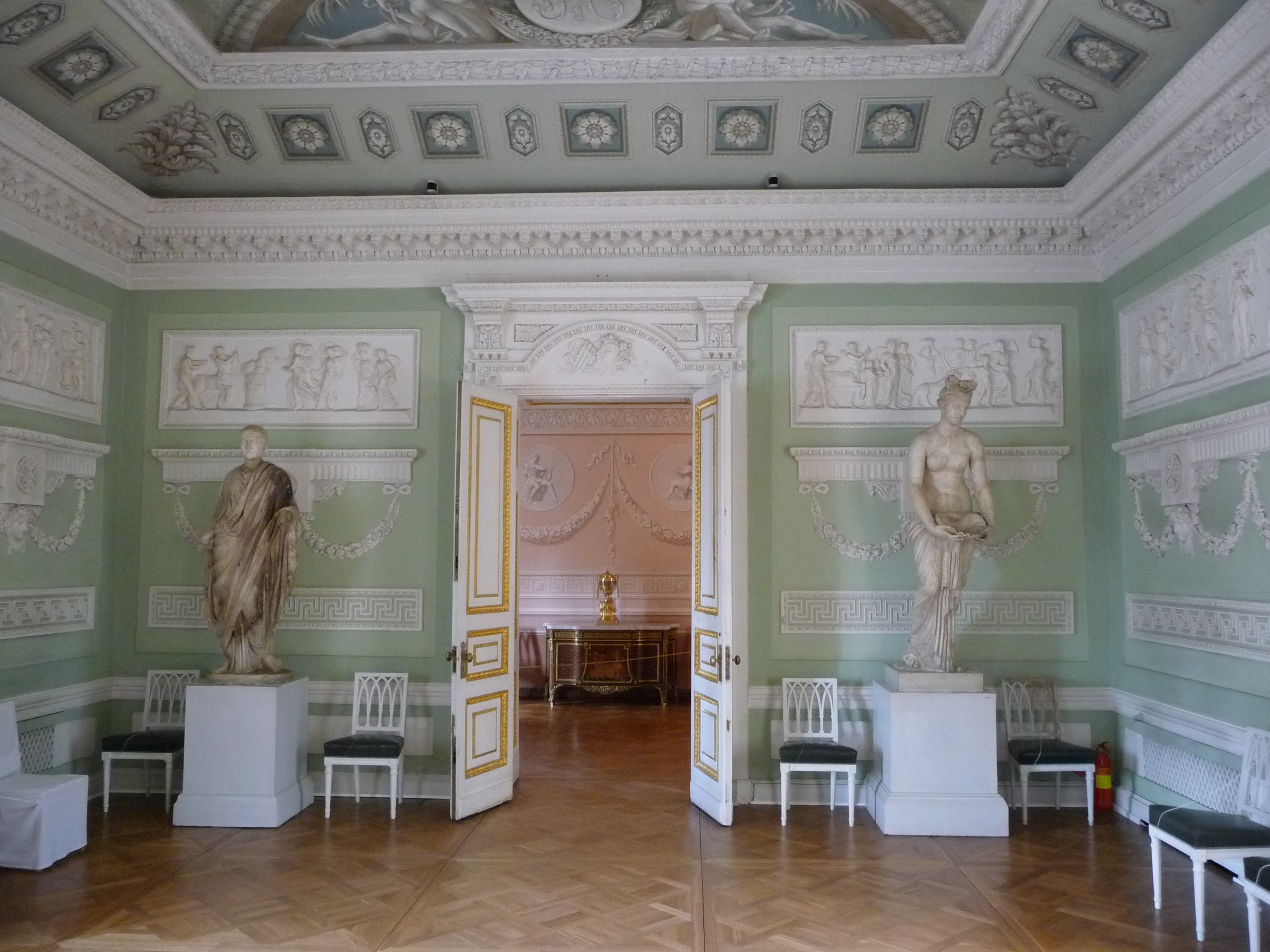
Interior del palacio Pavlovsk

## Parque Pávlovsk

### Pabellón de las Tres Gracias
El pabellón, con dieciséis columnas jónicas, también fue construido por Cameron en 1800. La escultura central de Las tres Gracias es un trabajo de Triscorni de 1803 y que copia Canova. Esta escultura fue resguardada durante la Segunda Guerra Mundial al ser enterrada poco antes de la llegada de las tropas nazis en un subterráneo a nueve metros del sótano del Palacio Pávlovsk.

Vistas del parque Pavlovsk
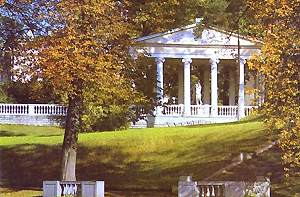
Pabellón de las Tres Gracias
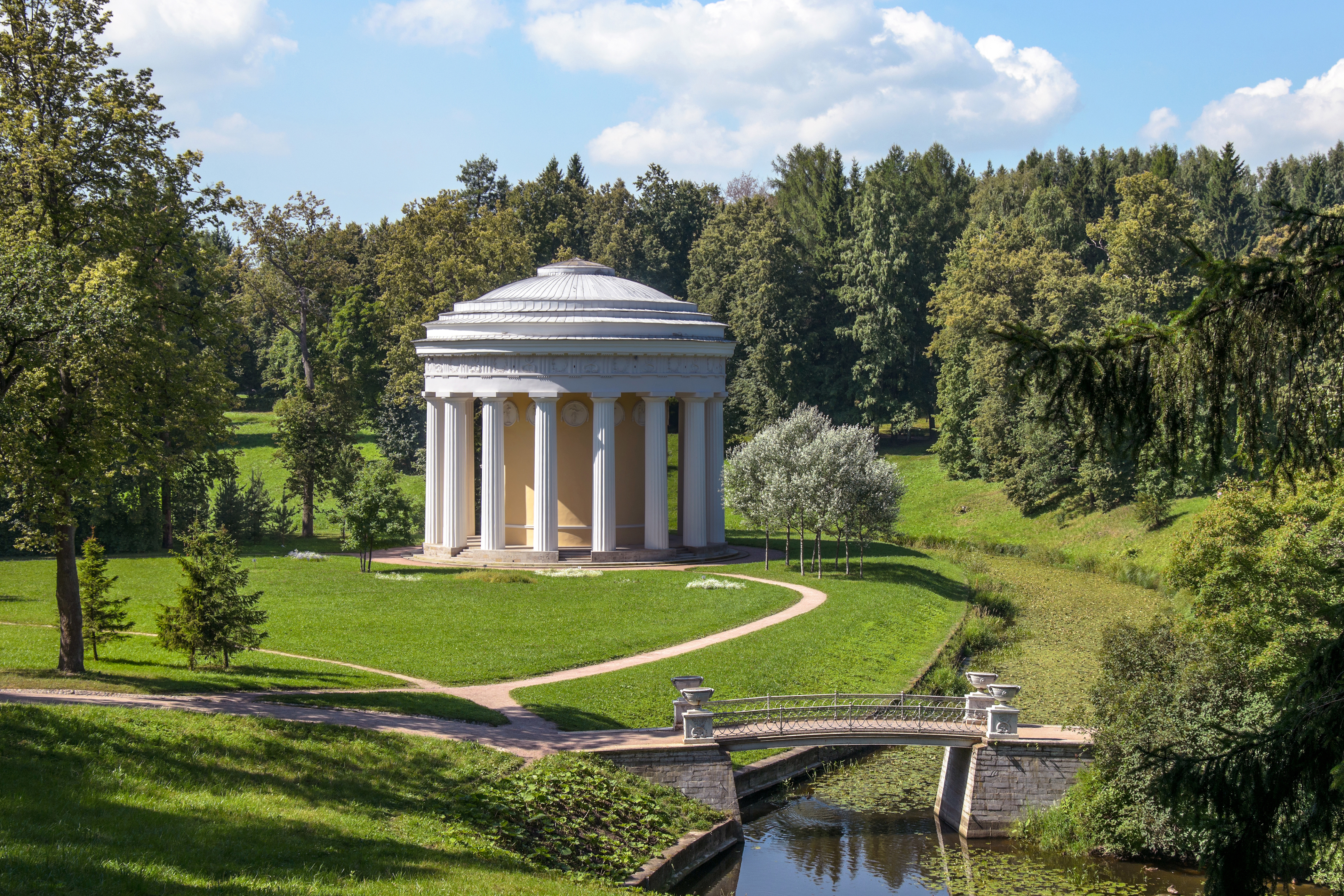
Templo de la Amistad  (1780) en el parque del palacio, junto al río Slavianka
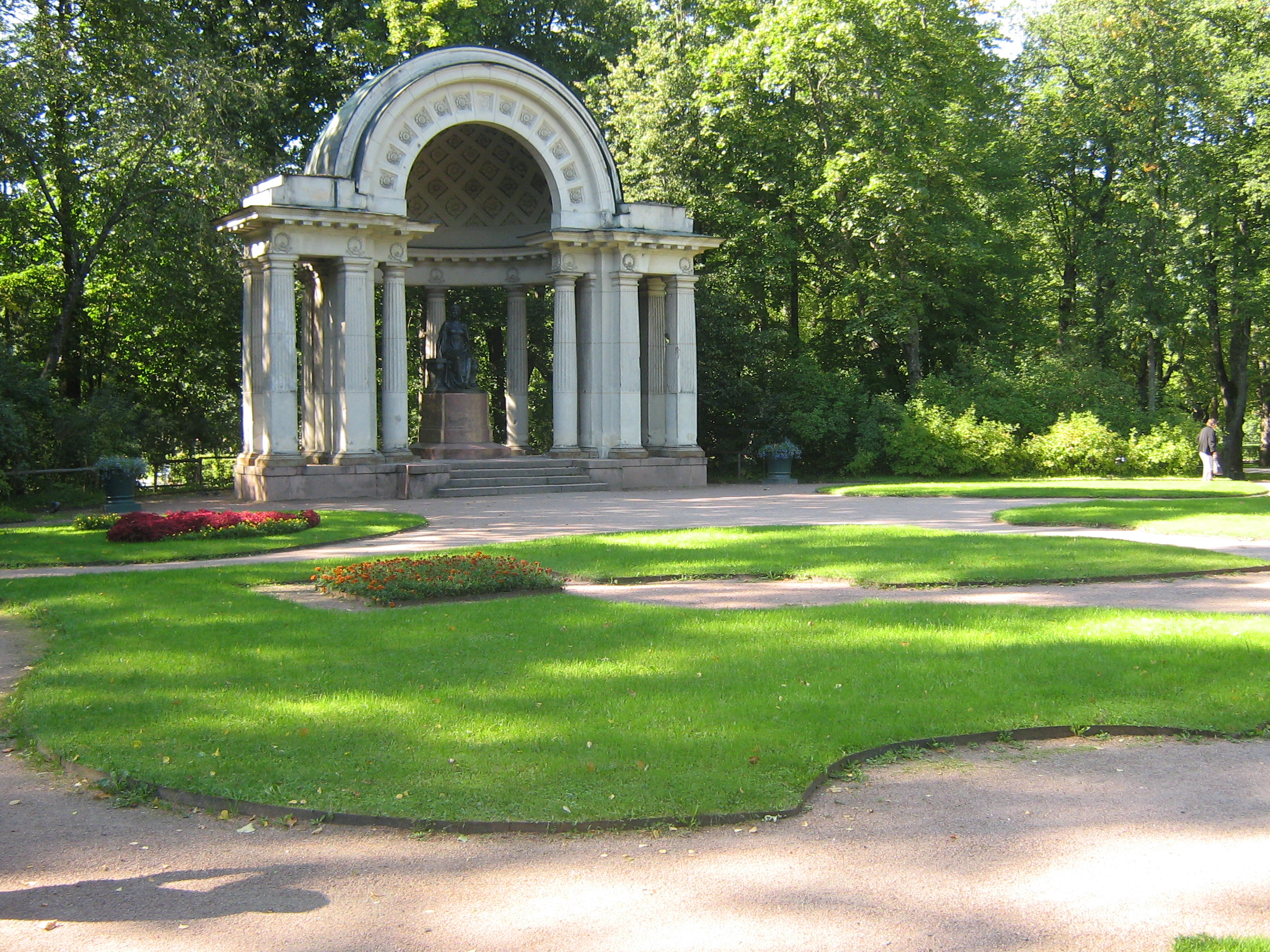
El pabellón Rossi
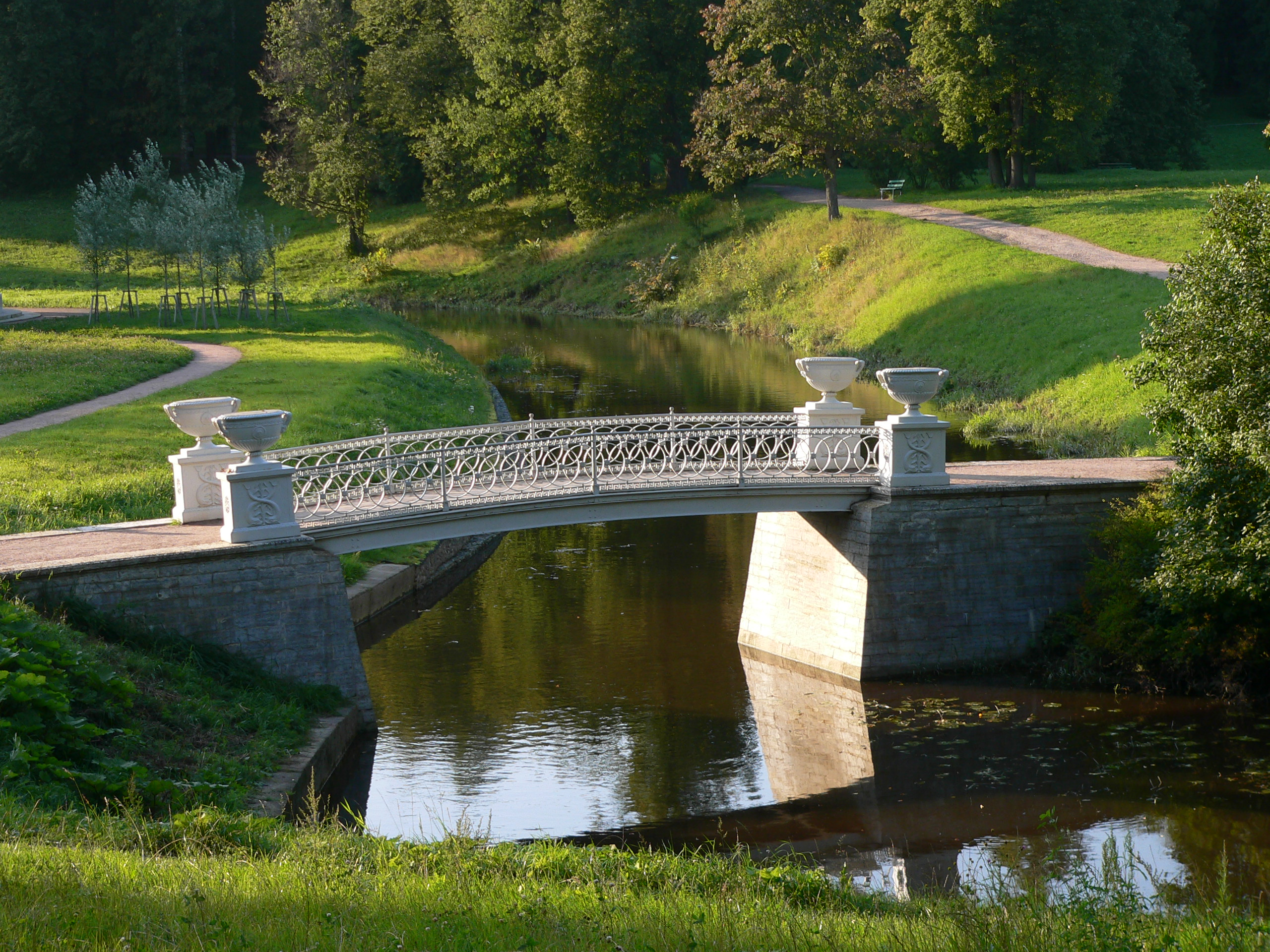
Puesto de hierro forjado
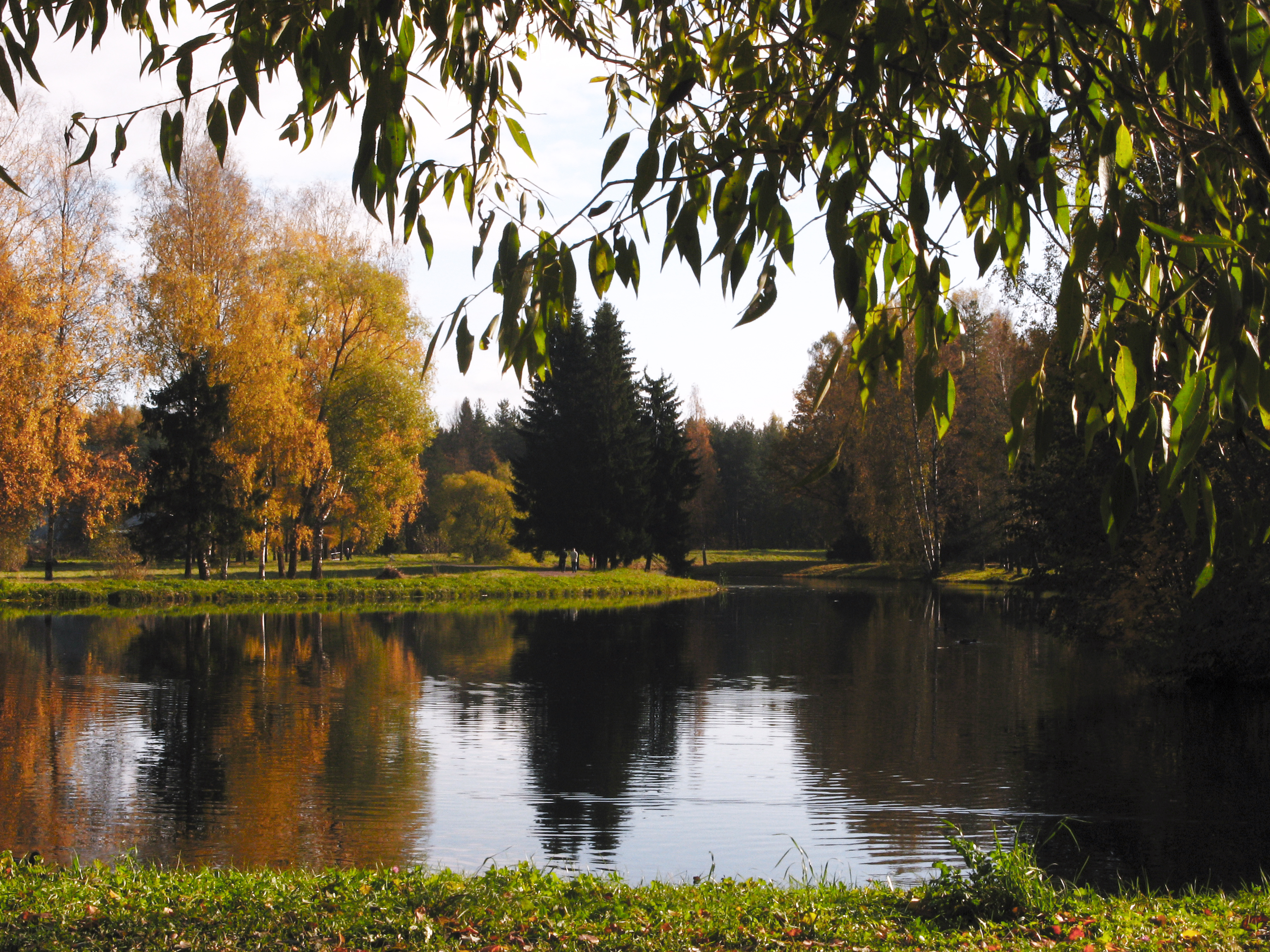
El río Slavyanka en el parque  Pavlovsk en otoño